# Conacul din Solești
Conacul din Solești este un conac în ruine care se află în satul Solești din județul Vaslui (la o distanță de 15 km nord de Vaslui, pe DN 24, spre Iași) și care a fost construit de către familia Rosetti-Solescu în secolul al XIX-lea.
Ansamblul curții boierești de la Solești se află pe "Lista monumentelor istorice din județul Vaslui 2004" la nr. 400, având codul  VS-II-a-A-06881. El este compus din patru monumente cu același regim: 
- Conacul Rosetti-Solescu, având codul VS-II-m-A-06881.01,
- parcul cu arbori seculari cu codul VS-II-m-A-06881.02,
- zidul de incintă cu codul VS-II-m-A-06881.03 și
- Biserica "Adormirea Maicii Domnului", aflată la est de conac și având codul VS-II-m-A-06881.04. [2]

## Moșia Solești
Prima atestare a satului Solești are loc într-un uric al lui Ștefan cel Mare din 10 martie 1502, în care se menționează că localitatea a fost întemeiată de stolnicul Toma Solescul, mort în Bătălia de la Vaslui din anul 1475. Prin acel document vechi se întărește stolnicului Toader Toc satul Solești pe Vaslui, primit de la Marenca, fiica lui Mihul Epure, nepotul lui Toma Solescul, în schimbul satului Folești de pe Crasna.  Moșia a fost fărâmițată în secolul al XVI-lea, prin împărțire între urmași, vânzări și danii, părți din moșie fiind cumpărate sau primite prin donații de mari boieri, constituindu-se în proprietate boierească. Pe la jumătatea secolului al XVII-lea, o parte din moșie a ajuns să fie stăpânită de familia Racoviță Cehan, mai precis de logofătul Nicolae Racoviță Cehan și de paharnicul Ioan, fiul său. 
În jurul anului 1690, satul Solești a ajuns în stăpânirea marelui vistiernic Iordache Ruset (cca. 1645–cca. 1720), marele vornic al Țării de Jos, fiul lui Constantin Cuparul, capuchehaie la Constantinopol în timpul domniei lui Vasile Lupu (1634-1653) și frate al domnitorului Antonie Ruset, prin căsătoria sa cu Safta Racoviță, fata logofătului Nicolae Racoviță, precum și prin danii
și cumpărări proprii și ale urmașilor lui. Iordache Ruset a ajuns să fie printre cei mai bogați boieri din Moldova acelei epoci.  După moartea acestuia, moșiile visternicului Iordache Ruset au fost împărțite între copiii săi, moșia Solești ajungând în octombrie 1765 în proprietatea marelui logofăt Ștefan Roset (fiul lui Iordache Roset și al Saftei Racoviță) , proprietarul conacului de la Pribești. 
După moartea marelui logofăt Ștefan Roset (1766), moșia a trecut în stăpânirea unicului său fiu, vornicul Vasile Ruset (+ 1775), de la care a revenit fiului său, stolnicul Iordache Ruset, la împărțirea averii părintești din 1786. Iordache Ruset a cumpărat noi pământuri de la răzeși, ajungând în anul 1816 să stăpânească întreg satul Solești (adică Soleștii din Deal și Soleștii din Vale). Fiul și succesorul său, postelnicul Gheorghe (Iordachi) Ruset (1796–1846) a moștenit moșia Solești prin testamentul din 4 septembrie 1819; el s-a căsătorit în 1823 cu Ecaterina Sturdza, fiica logofătului Dimitrie Sturdza de la Miclăușeni, și s-a stabilit cu mama și soția sa la Solești, construind în jurul anului 1827 în partea de sud-est a satului, pe culmea dealului Hârtop, un conac boieresc cu parter și etaj, înconjurat de un parc și de un zid de incintă. 
Postelnicul Gheorghe Rosetti-Solescu a murit la 10 ianuarie 1846, iar în următorii 20 de ani moșia a fost administrată de văduva sa, Ecaterina, ajutată de fiul său mai mare, Constantin (1827-1884), fost ofițer și adjutant al domnitorului Alexandru Ioan Cuza. Ecaterina Rosetti-Solescu a construit între anii 1859–1860 o biserică de curte cu hramul „Adormirea Maicii Domnului”, în partea de est a curții boierești), cu ajutorul fiilor săi Elena și Constantin.  Ea a murit la 11 aprilie 1869, moșia și conacul de la Solești fiind moștenite de fiul ei, Dimitrie Rosetti (1830–1903), magistrat și om politic. Dimitrie a vândut moșia în 1874 fratelui său mai mic, Theodor (1837–1923), jurist și om politic (a fost ministru în mai multe rânduri și chiar și prim–ministru (1888–1889). Moșia Solești avea în anul 1878 o suprafață de 1.659 ha. 
Cum Theodor Rosetti nu avea posibilitatea să se ocupe cu întreținerea moșiei, a vândut în 1886 moșia și conacul către Gheorghe Rosetti (1853–1916), fiul fratelui său mai mare, Constantin. Noul proprietar era și el o persoană ocupată, lipsind mult timp din țară deoarece a activat ca ambasador (la Paris, Viena, Belgrad și Petrograd). Din acest motiv, el a donat biserica în anul 1893 comunității locale. El s-a retras dina ctivitatea diplomatică la 15 august 1911 și s-a stabilit la Solești. În anul 1915 a vândut obștii din Solești 82.558 ha pentru islaz comunal, cu plata în rate, și locuitorului N. Morariu 9 ha de pământ arabil. 
Gheorghe Rosetti a murit la 5 decembrie 1916, moșia fiind moștenită de unicul său fiu, Teodor Gh. Rosetti (1888–1957), doctor în economie politică la München. Moșia Solești avea în 1919 o suprafață de 1.568 ha, din care 927 ha teren arabil și 641 ha teren necultivabil (din care 294 ha pădure, 19 ha drumuri, 18 ha acareturi, 11 ha plantații pometuri, 2 ha vie, 4 ha râpe, toate însumând 348 ha). În urma reformei agrare de după Primul Război Mondial au fost expropriate 648 de ha teren arabil, proprietarului rămânând restul de 279 ha. 
Moșia Solești avea în 1940 o suprafață de 748 ha, dintre care 583 ha teren arabil, 66 ha imaș și 99 ha fâneață, pentru ca în 1949 să mai cuprindă doar 49,200 ha de pământ, din care 31,5 ha teren arabil, 2,41 ha grădină de zarzavat, 1,41 ha fâneață, 2,90 ha livadă, 4,24 ha teren neproductiv, 2,50 ha pășune, 4,24 ha parc cu arbori și pomi fructiferi. Pe moșie se aflau un conac (compus din 14 camere, având o suprafață construită de 334,76 mp), o casă administrativă (380 mp, 16 încăperi), locuința administratorului (200 mp, 6 încăperi), locuința personalului (168 mp, 7 încăperi), grajdul pentru vite (247 mp, 2 încăperi), cocina porcilor (112 mp, 2 încăperi), casa de apă (3 mp, 1 încăpere), 2 bazine de apă (4 mp), bazinul de canalizare (2 mp), magazia de cereale (130 mp), remiza pentru masini (89 mp, 3 încăperi), atelierul (56 mp, 2 încăperi), 2 pivnițe (117 mp), 3 cișmele (1 km) și o locuință a BNR-lui. 
Moșia Solești a fost expropriată prin Decretul nr. 83/1949, conacul și celelalte clădiri fiind naționalizate, iar întreg inventarul agricol și produsele agricole aflate în stoc fiind confiscate.

## Conacul Rosetti-Solescu

### Istoric
Conacul Rosetti-Solescu a fost construit la începutul secolului al XIX-lea (în jurul anului 1827 ) de către postelnicul Iordache Rosetti, descendent din marea familie boierească Ruset (Roset), de origine domnească, ramura Solescu. 
În acest conac, a locuit familia postelnicului Iordache Rosetti cu soția sa, Ecaterina (Catinca), și cu cei cinci copii (3 băieți – Constantin, Theodor și Dumitru; și 2 fete – Elena și Zoe). Conacul a fost atacat în 1834 de o trupă răzleață a armatei rusești, care se retrăgea prin Moldova, fiind salvat de la jaf și distrugere de trupele trimise de vătaful de Vaslui.  Aici a avut loc la data de 30 aprilie/12 mai 1844 cununia religioasă a Elenei Rosetti cu Alexandru Ioan Cuza, pe atunci președinte al Judecătoriei Covurlui. 
După moartea postelnicului Iordache Rosetti la 10 ianuarie 1846, în conac a locuit singură soția sa, Ecaterina. Aceasta a murit la 11 aprilie 1869, moșia și conacul de la Solești fiind moștenite de fiul ei, Dimitrie Rosetti (1830–1903), magistrat și om politic. Dimitrie a vândut moșia în 1874 fratelui său mai mic, Theodor (1837–1923), jurist și om politic (a fost ministru în mai multe rânduri și chiar și prim–ministru (1888–1889). Acesta a vândut moșia și conacul în 1886 către Gheorghe Rosetti (1853–1916), fiul fratelui său mai mare, Constantin. Noul proprietar era și el o persoană ocupată, lipsind mult timp din țară deoarece a activat ca ambasador (la Paris, Viena, Belgrad și Petrograd). Din acest motiv, el a donat biserica în anul 1893 comunității locale.
Cum acesta nu avea posibilitatea să se ocupe cu întreținerea moșiei, a vândut moșia și conacul către fratele său mai mare, Constantin. După moartea acestuia din urmă, moșia a fost moștenită de fiul său, Gheorghe Rosetti-Solescu, fost ministru plenipotențiar al României la Sankt Petersburg timp de 40 de ani, apoi de fiul său, Theodor Gh. Rosetti. 
În timpul Răscoalei din 1907 proprietatea boierească nu a avut de suferit, Gheorghe Rosetti amplasând pe poarta conacului o placă prin care amintea țăranilor că moșia Solești este a nepotului domnitorului Alexandru Ioan Cuza, care le-a dat pământ în 1864. 
La data de 30 aprilie 1909, au fost aduse aici rămășițele pământești ale Elenei Cuza, care au fost înmormântate în curtea bisericii, lângă cele ale mamei sale. Fiul lui Theodor Gh. Rosetti, Georges Rosetti, a plecat în Franța imediat după venirea comuniștilor la putere. Clădirea a fost menținută în stare bună până în 1949, an în care proprietarul Theodor Rosetti îi făcuse unele „mici reparații”.
După instaurarea regimului comunist în România, în anul 1949, conacul a fost naționalizat de stat și trecut în proprietatea D.G.A.S. Fălciu, respectiv a Sfatului Popular al comunei Solești, pe baza Procesului verbal din 30-31 martie 1949. Clădirea a fost folosită în perioada 1949-1977 ca școala generală a satului, fiind relativ bine întreținută. Ținându-se cont de calitățile sale arhitecturale și memoriale, Conacul din Solești a fost inclus în Lista Monumentelor de Cultură din 1955, legiferată prin H.C.M. nr. 661 din 1955. 
Conacul a fost puternic deteriorat de cutremurul din 4 martie 1977, fiind avariate în mare măsură zidurile exterioare și mai ales parterul clădirii, terasele și acoperișul. Ținându-se seama de valoarea istorică a monumentului, Secția de proiectare a Consiliului popular al județului Vaslui a întocmit în 1978 un proiect de consolidare și reparații capitale, care a fost avizat la 8 martie 1979 de Consiliul Culturii și Educației Socialiste. Avizul impunea ca lucrările de restaurare, estimate la o valoare de 1.408.000 lei, să respecte toate detaliile originare de construcție și decorație, iar tencuielile exterioare și interioare să fie executate numai cu var. Cooperativa județeană „Constructorul” Vaslui a executat în perioada 1979-1980 lucrări necorespunzătoare, acestea fiind sistate de Comitetul de Cultură și Educație Socialistă și Muzeul județean Vaslui. 
Clădirea a fost transferată, prin Decizia Consiliului popular al județului Vaslui nr. 324 din 29 iulie 1983, în administrarea Trustului I.A.S. Vaslui, care a efectuat o serie de lucrări de reparații brutale, distrugând, în special, finisajele exterioare. După Revoluția din decembrie 1989, conacul a fost abandonat de Trustul I.A.S. Vaslui, el suferind grave avarii în urma cutremurului din 1990. 
Ministerul Culturii a încercat în anul 1991 să treacă imobilul în administrarea sa (mai precis a Direcției Monumentelor, Ansamblurilor și Siturilor Istorice), în vederea conservării și restaurării. Dosarul de transfer s-a împotmolit în hățișul birocratic din România de la începutul anilor '90. Conacul (cod: 38 B 01199), biserica de curte (cod: 38 B 01198) și mormântul Doamnei Elena Cuza (cod: 38 D 021) au fost incluse pe Lista Monumentelor Istorice din 1992. Episcopia Hușilor și Mănăstirea „Ștefan cel Mare și Sfânt” de la Movila lui Burcel au solicitat în 1996 preluarea conacului în administrare în vederea amenajării ca muzeu ecleziastic și camere de protocol, iar Ministerul Culturii, prin Avizul nr. 152/F din 17 mai 1996, a aprobat această solicitare cu condiția de a se realiza lucrările de consolidare-restaurare necesare. Oficiul pentru Patrimoniul Cultural Național al județului Vaslui a solicitat la 25 mai 1998 înscrierea conacului în inventarul bunurilor din domeniul public de interes
județean, dar Consiliul județean Vaslui a refuzat din cauza faptului că „nu există un act juridic de trecere în proprietatea statului”. În anul 2001, conacul a fost înscris în inventarul bunurilor care aparțin domeniului public al comunei Solești.
După răsturnarea regimului comunist, conacul a fost revendicat în 2002 de către moștenitorii lui Theodor Rosetti (ultimul proprietar) stabiliți în Germania sau Franța: Claudia Paulus-Amashaufer (Germania), Anne Christine Rosetti (Franța) și Stephane
Rosetti-Solesco (Franța). Aceștia au cerut statului român suma de 200.000 de dolari pentru a vinde clădirea.  Cererea de restituire integrală și în natură a fost reformulată la 10 noiembrie 2005 de Anne Christine Rosetti-Solescu, în numele tuturor moștenitorilor. 
Ca urmare a situației juridice incerte a conacului, acesta a început să se degradeze, astăzi fiind practic o ruină. Pereții portanți erau deja fisurați în urma cutremurelor din 1977 și 1990. După Revoluția din decembrie 1989, conacul a fost vandalizat de oameni: zidurile sunt fisurate și parțial căzute, terasa de pe fațada de vest este prăbușită, acoperișul din zona de sud-est este distrus de intemperii, tabla din aramă de pe acoperiș a fost înlocuită cu una ruginită și spartă pe alocuri, planșeele sunt fisurate și parțial dislocate, pardoselile și tâmplăria din lemn au fost furate de localnici și puse pe foc, iar sobele de teracotă au dispărut.  Conacul se află astăzi într-o stare avansată de degradare. Zidul de incintă s-a ruinat și el, păstrându-se doar câteva fragmente pe laturile de nord și vest. De asemenea, copacii din parcul conacului, unii cu valoare istorică, au fost tăiați de localnici. Parcul conacului este astfel parțial distrus. 

### Arhitectură
Clădirea conacului a fost construită din cărămidă, pe fundație de piatră, în stilul arhitecturii moldovenești, îmbinând elemente tradiționale cu cele ale stilului neoclasic, predominant în Europa acelor vremuri.  Planșeele, șarpanta și tâmplărie erau de lemn, pardoselile din lemn și mozaic, iar învelitoarea din tablă. 
Pe fațada principală (de est) se află o galerie cu trei deschideri în arc în plin cintru și două arcuri teșite, sprijinite pe șase stâlpi de cărămidă cu secțiune pătrată. Această galerie servea ca boltă de trăsuri. Deasupra galeriei se află o terasă, ce avea inițial o balustradă din fier forjat, surmontată de coloane adosate și un fronton triunghiular.  Fațada de vest prezintă un corp în rezalit, având dispusă avansat o galerie cu trei deschideri în arc în plin cintru, deasupra căreia se află o terasă mai mică decât cea de pe fațada de est. Fațadele conțin elemente din repertoriul neoclasic: fronton triunghiular, pilaștri, casetoane (deasupra ferestrelor) și ancadramente ale ferestrelor de formă rectangulară și adâncite în zidărie. 
Conacul are trei nivele (demisol, parter și etaj), cele 15 camere fiind dispuse simetric în jurul unui hol central, din care se accede în toate camerele prin intermediul a trei culoare. În holul central se află o scară monumentală de lemn cu balustrada sculptată. Latura de est a fațadei are o boltă de trăsuri cu arcade la parter și o terasă neacoperită la etaj.  Cele 15 camere și 3 coridoare aveau decorație interioară în stuc și sobe din teracotă de epocă.

## Imagini

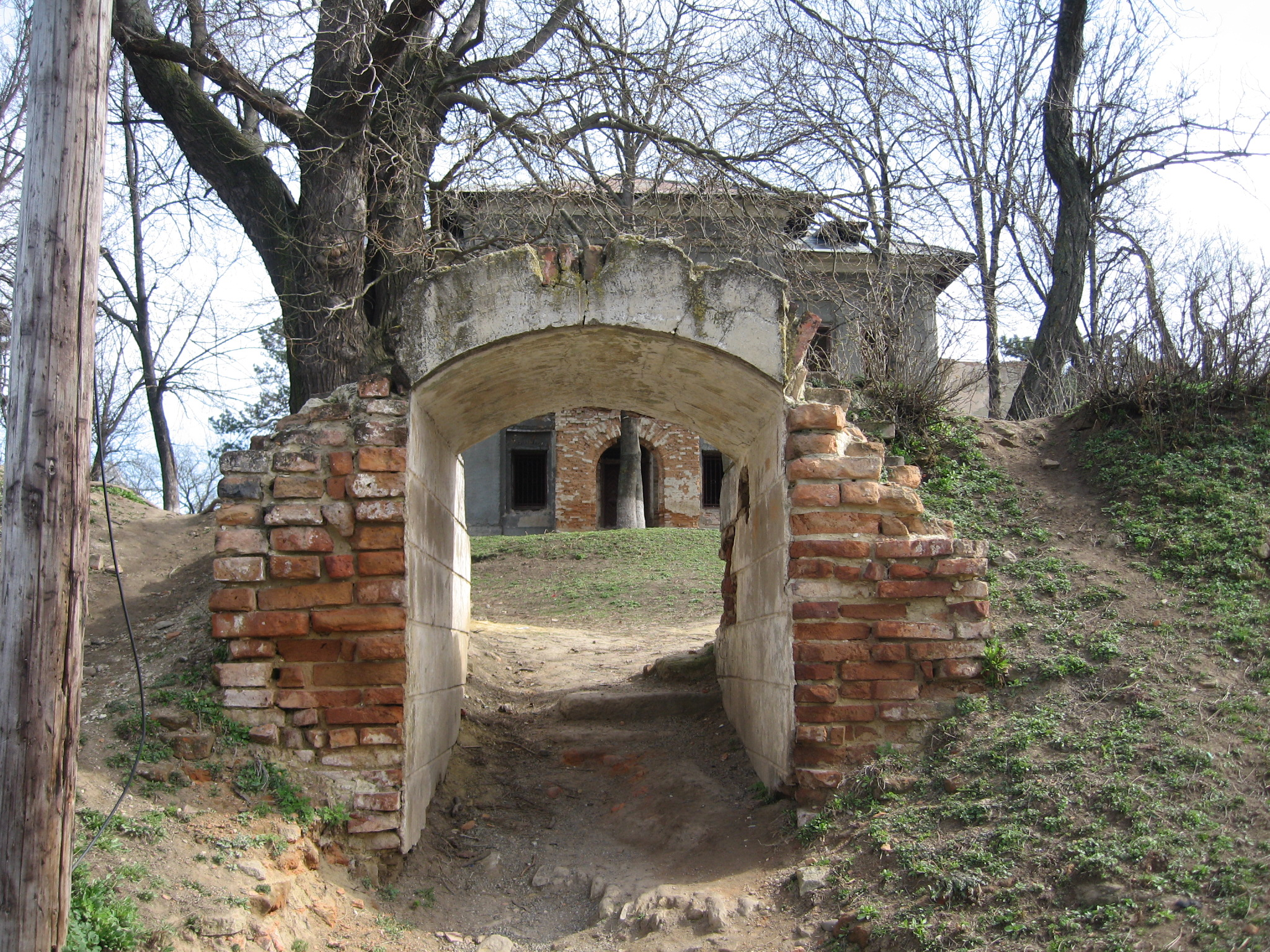
Poarta de intrare în curtea conacului
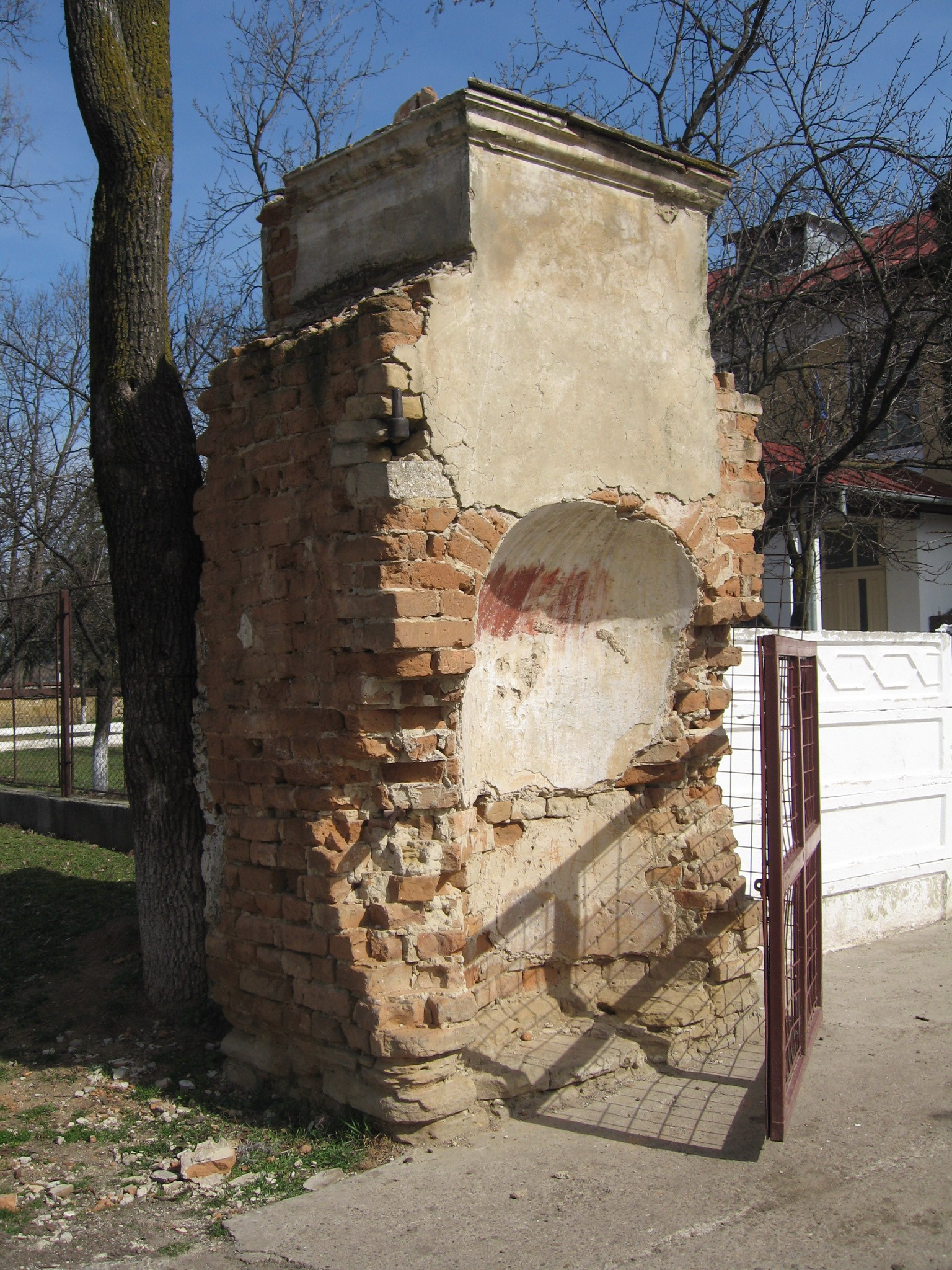
Rest dintr-o poartă
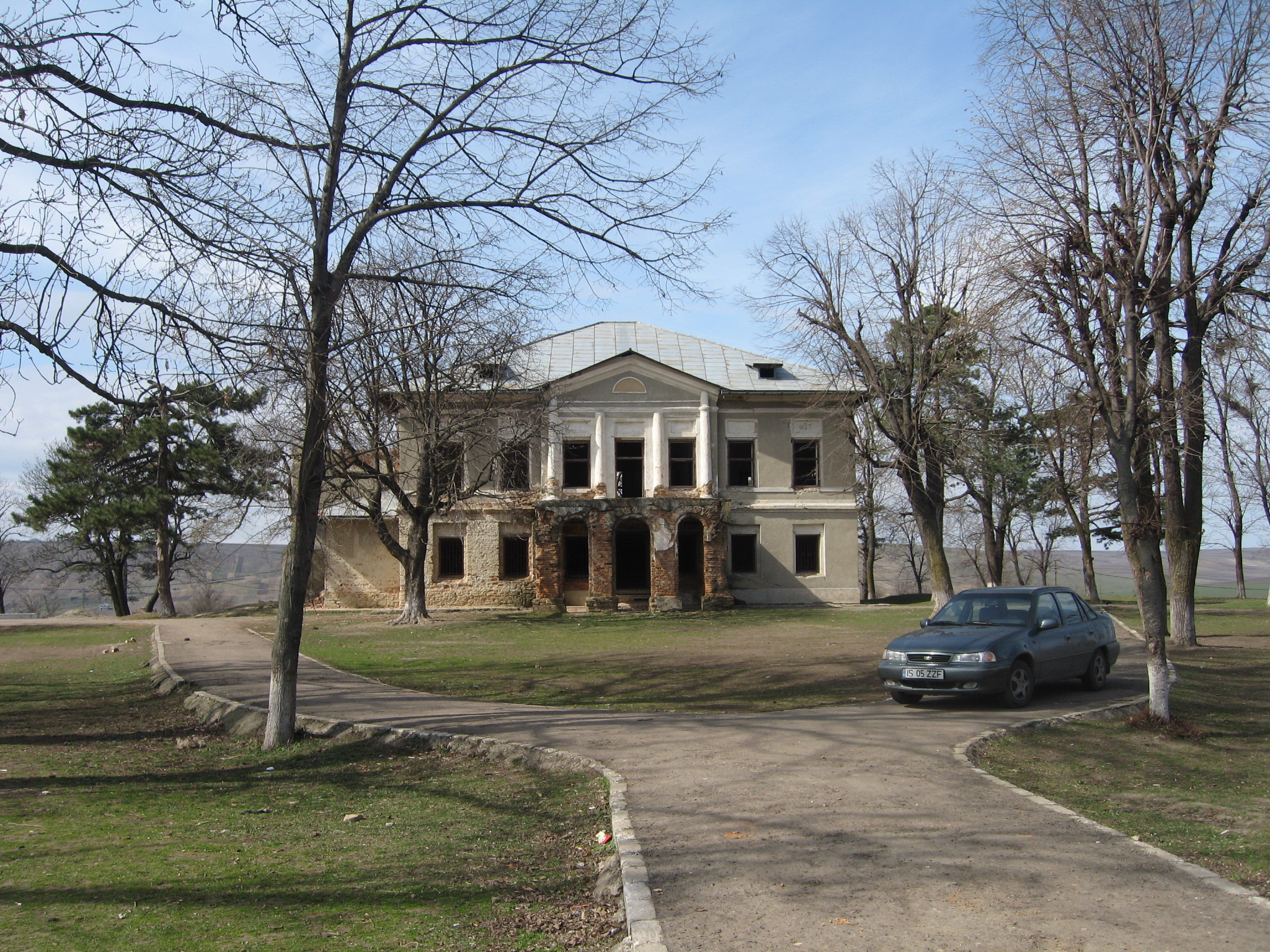
Conacul din Soleşti privit din faţă
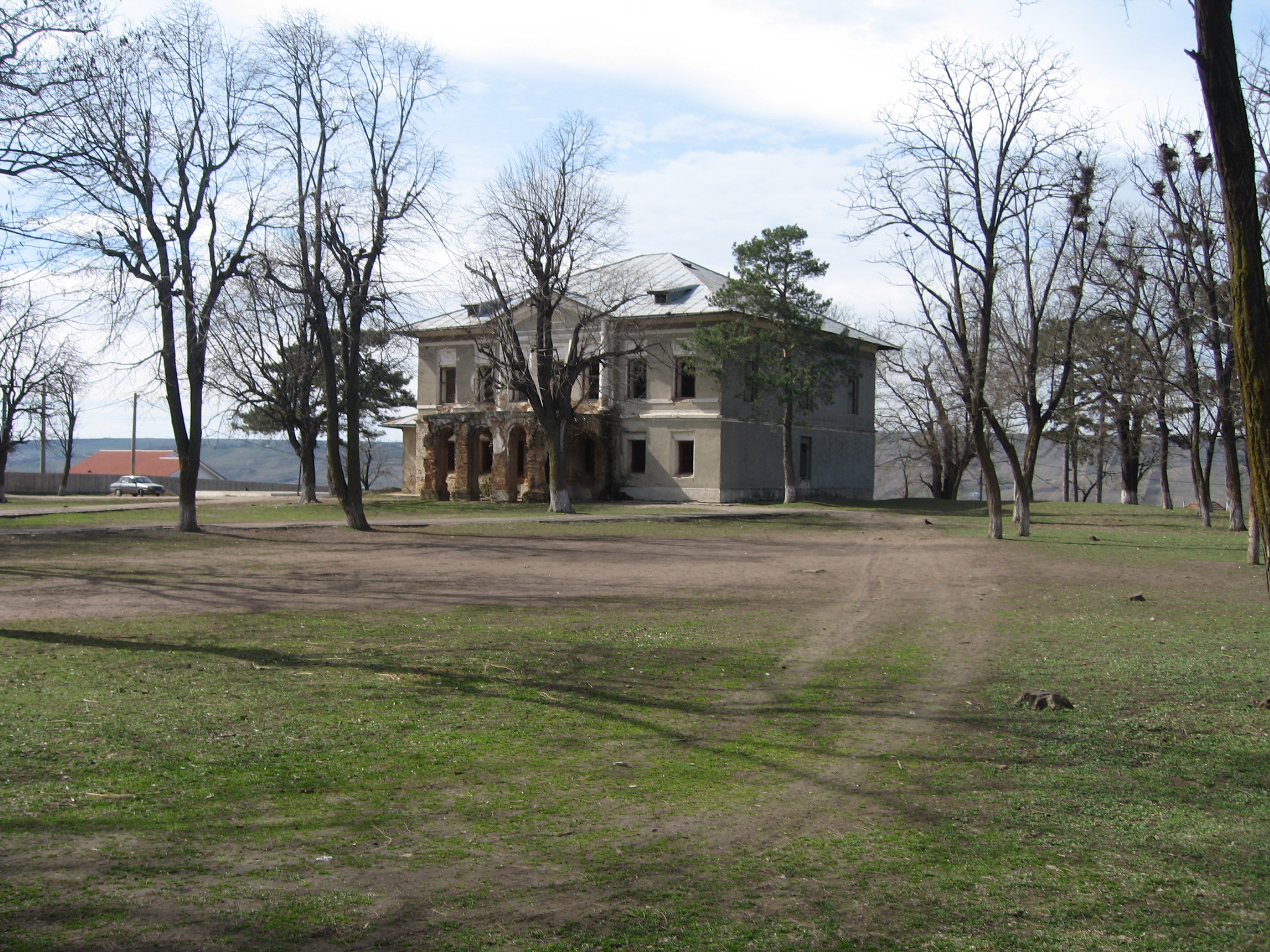
Conacul din Soleşti privit din faţă
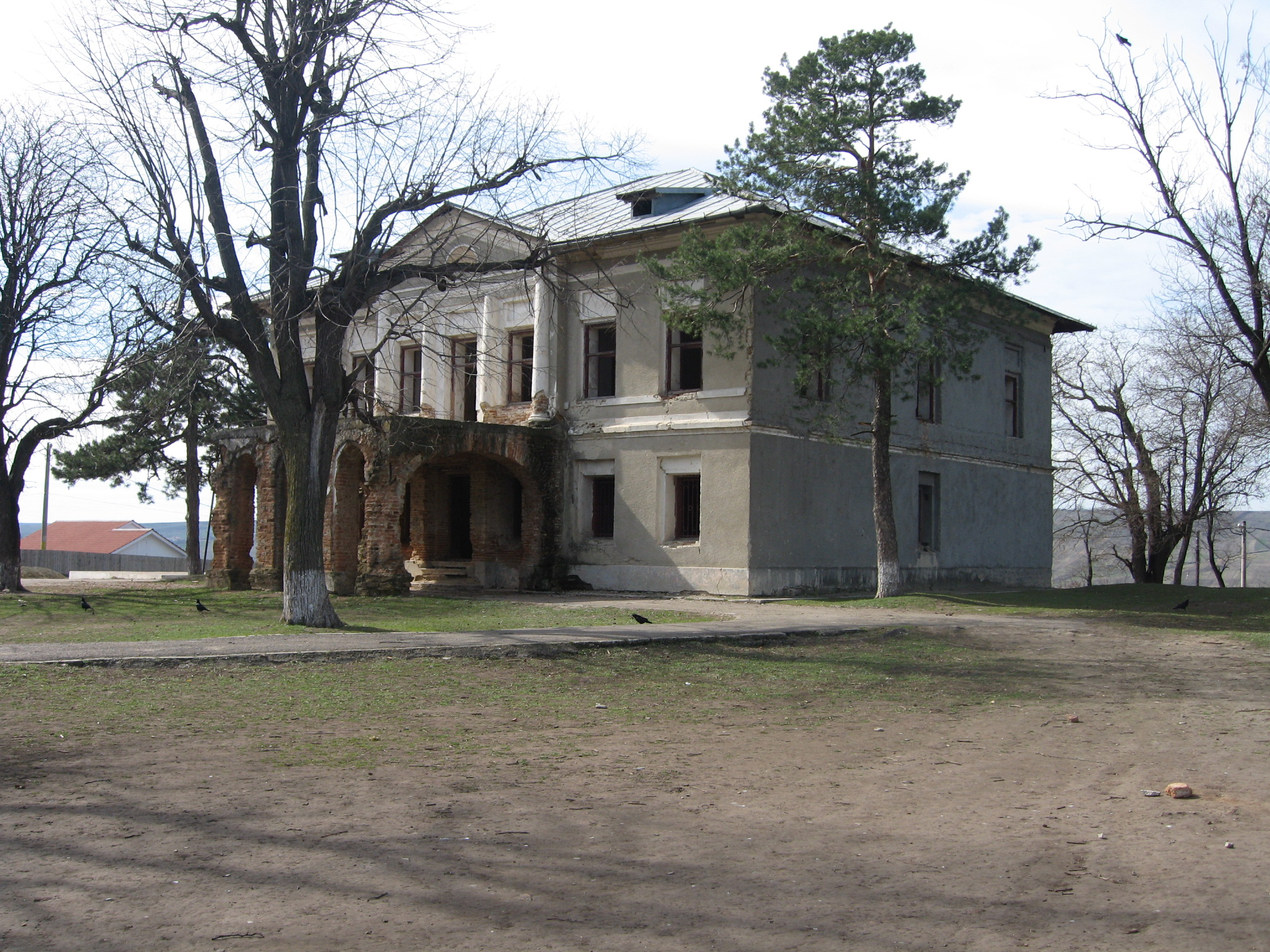
Conacul din Soleşti privit din faţă
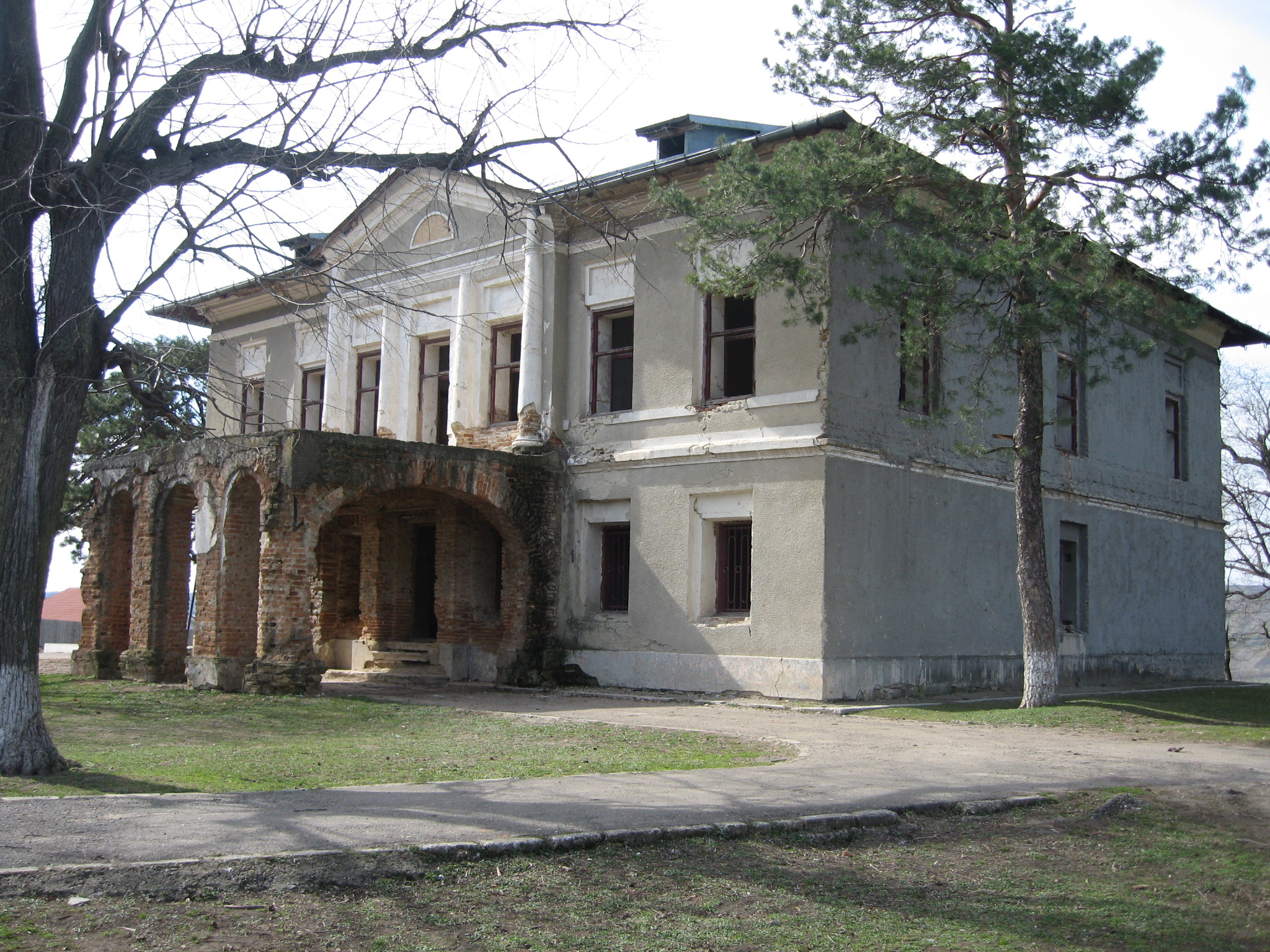
Conacul din Soleşti privit din faţă
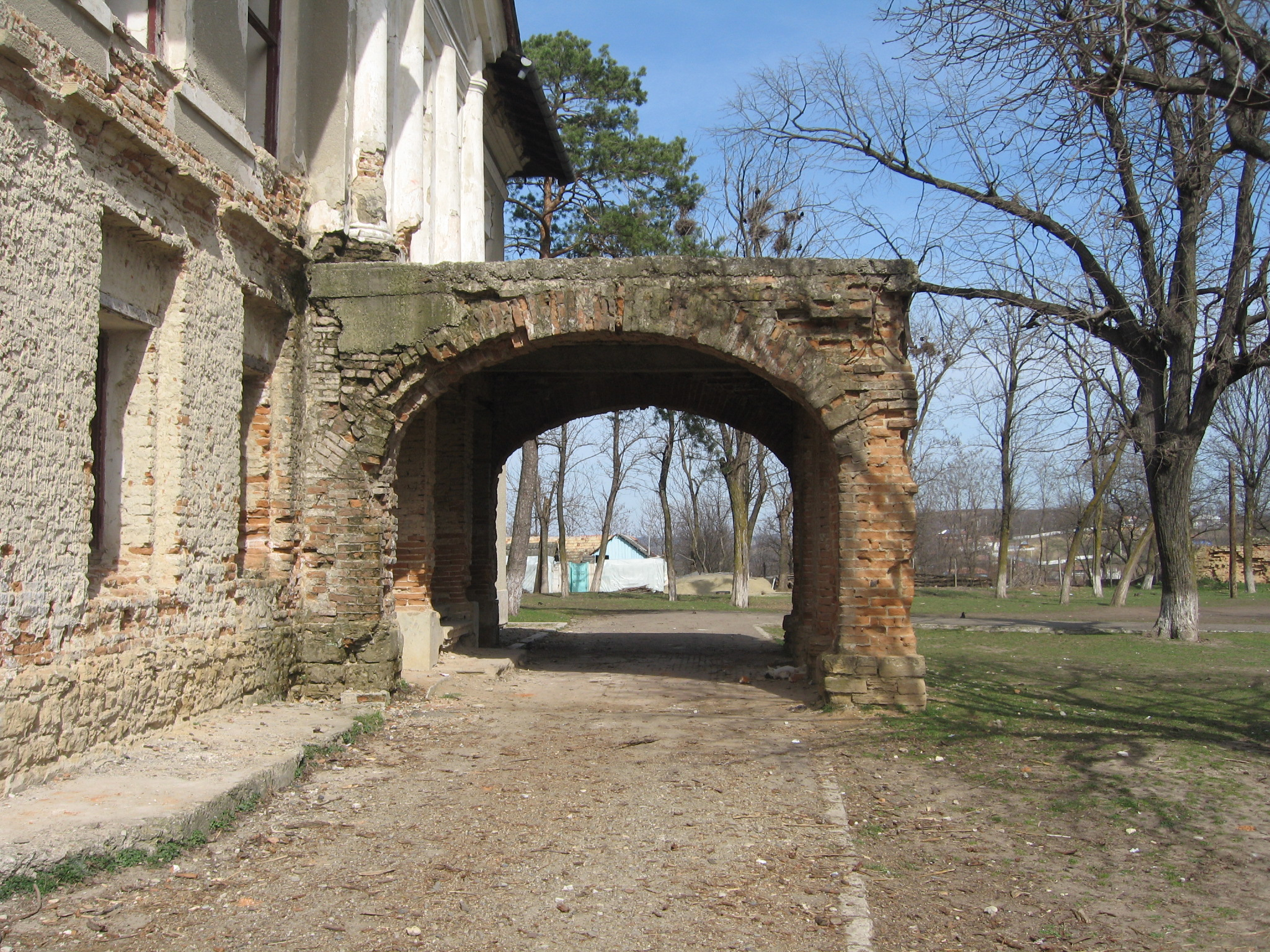
Boltă de trăsură
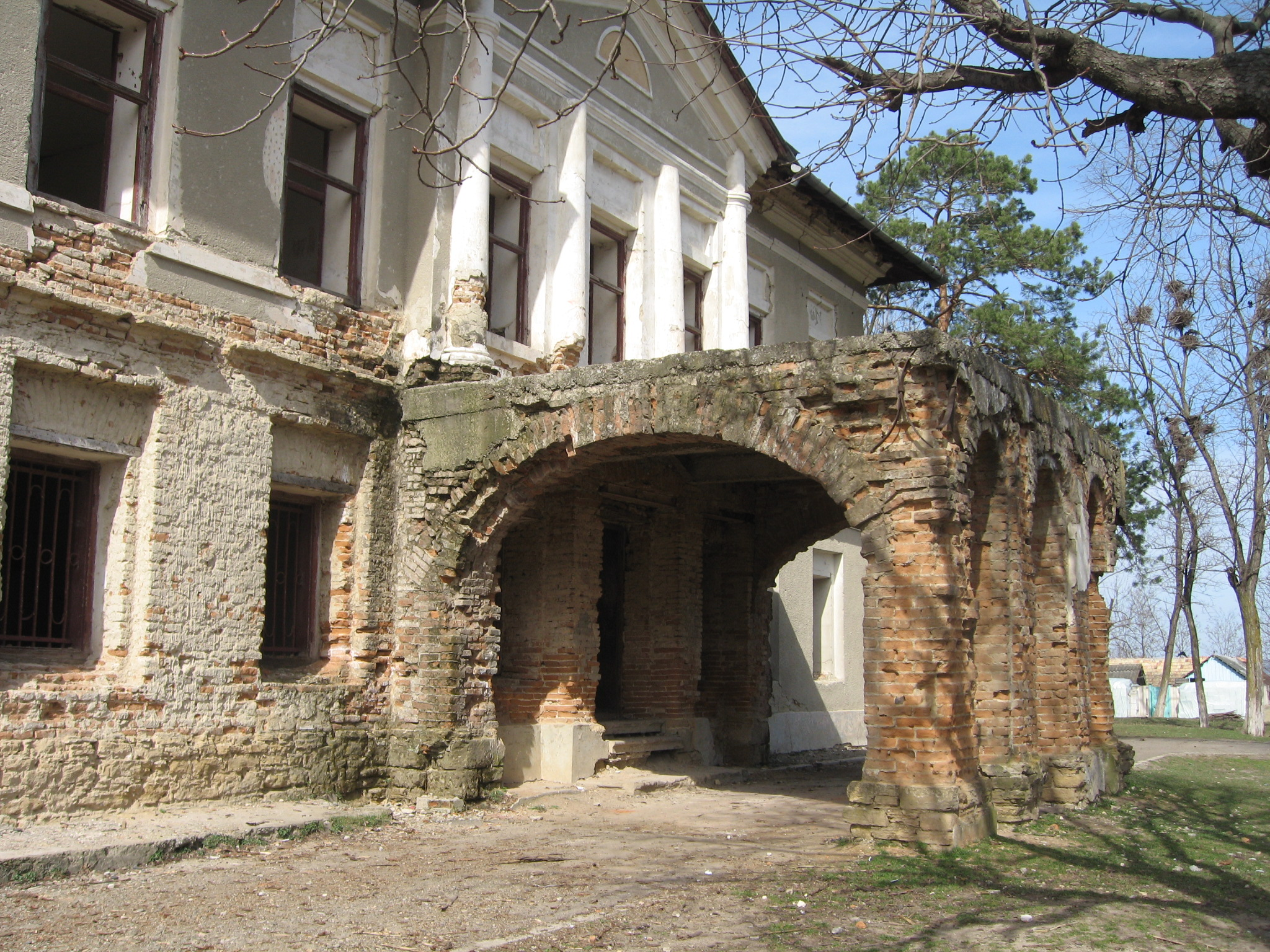
Boltă de trăsură
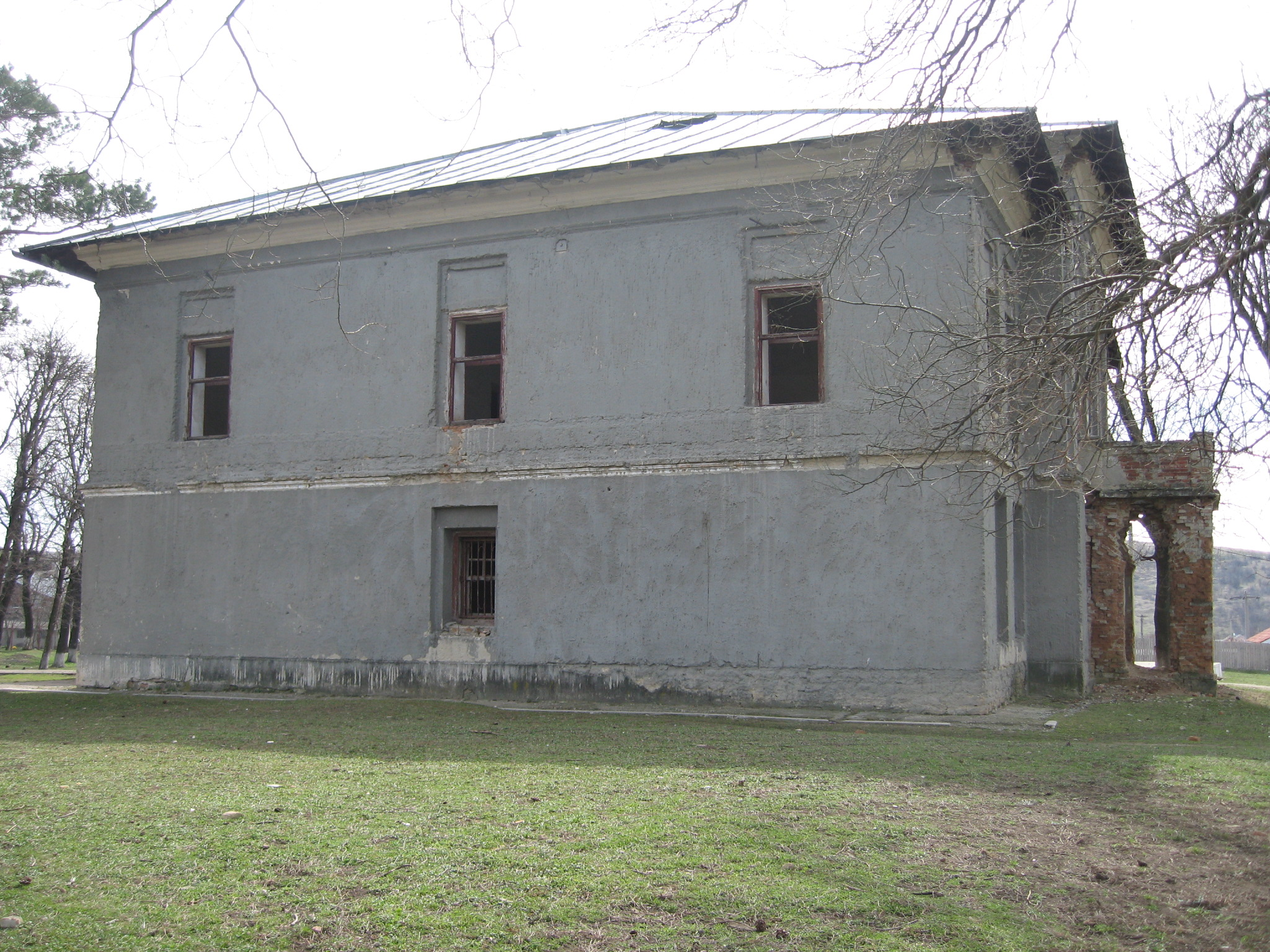
Latura nordică a conacului
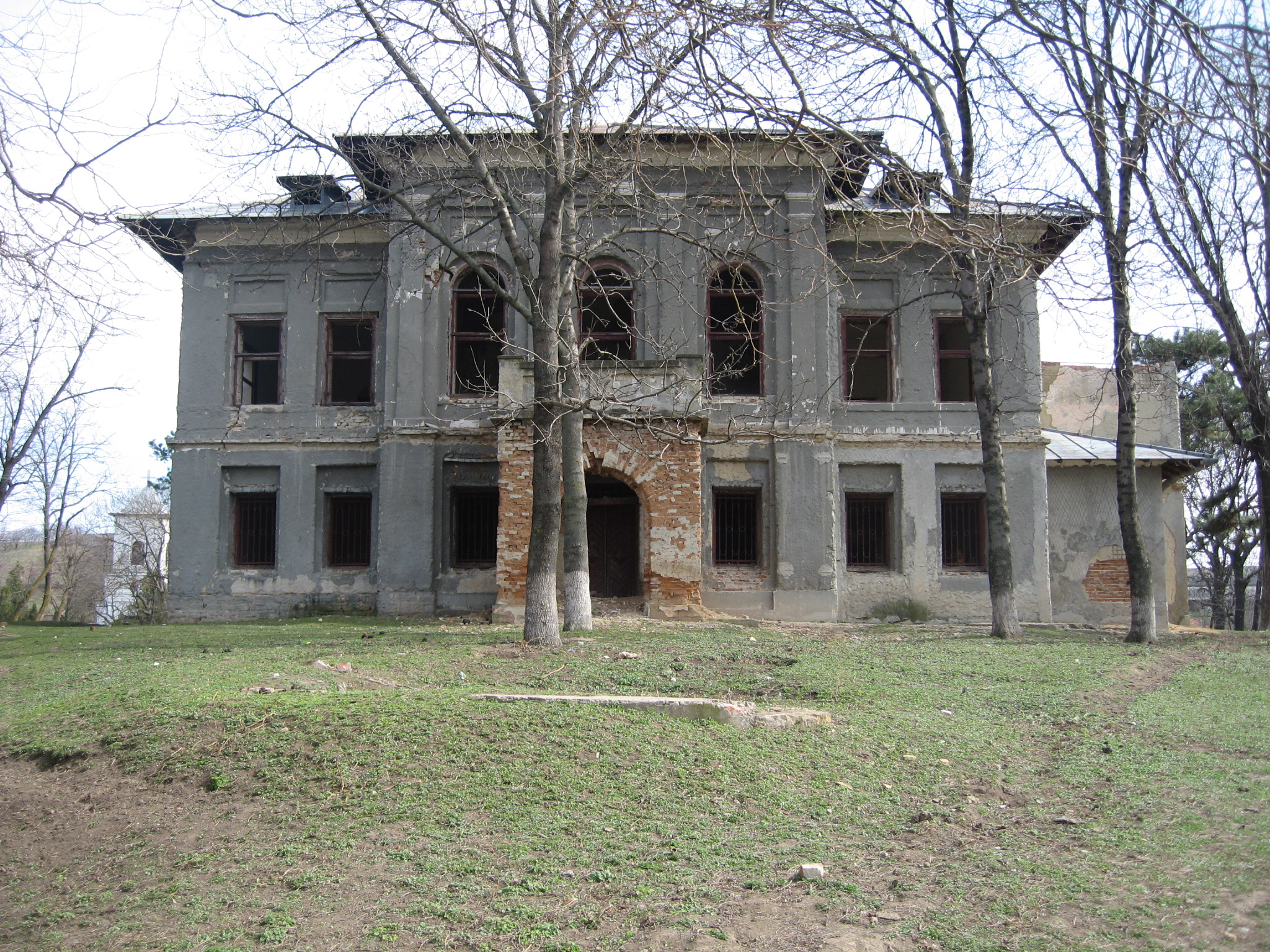
Conacul din Soleşti privit din spate
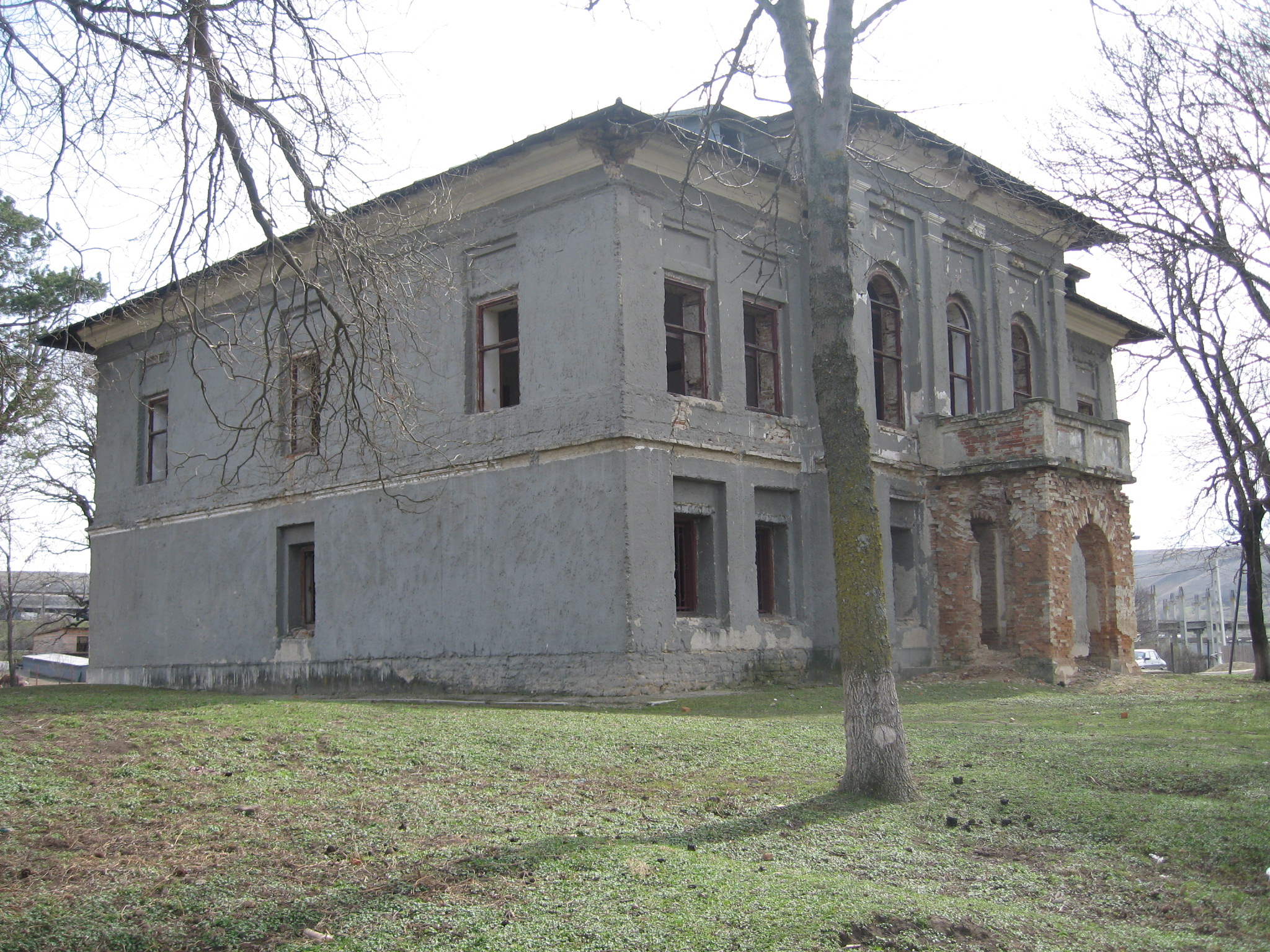
Conacul din Soleşti privit din spate
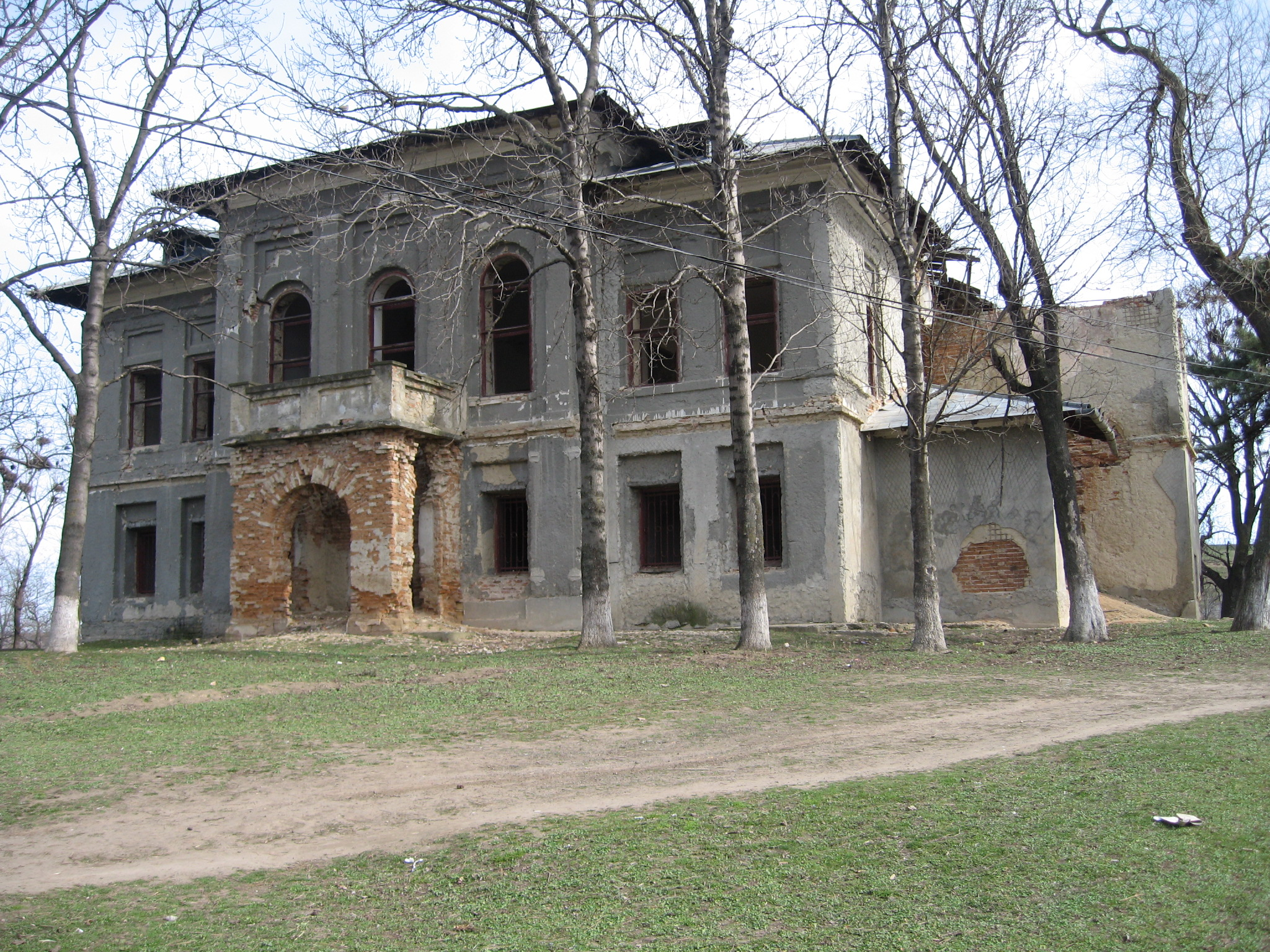
Conacul din Soleşti privit din spate
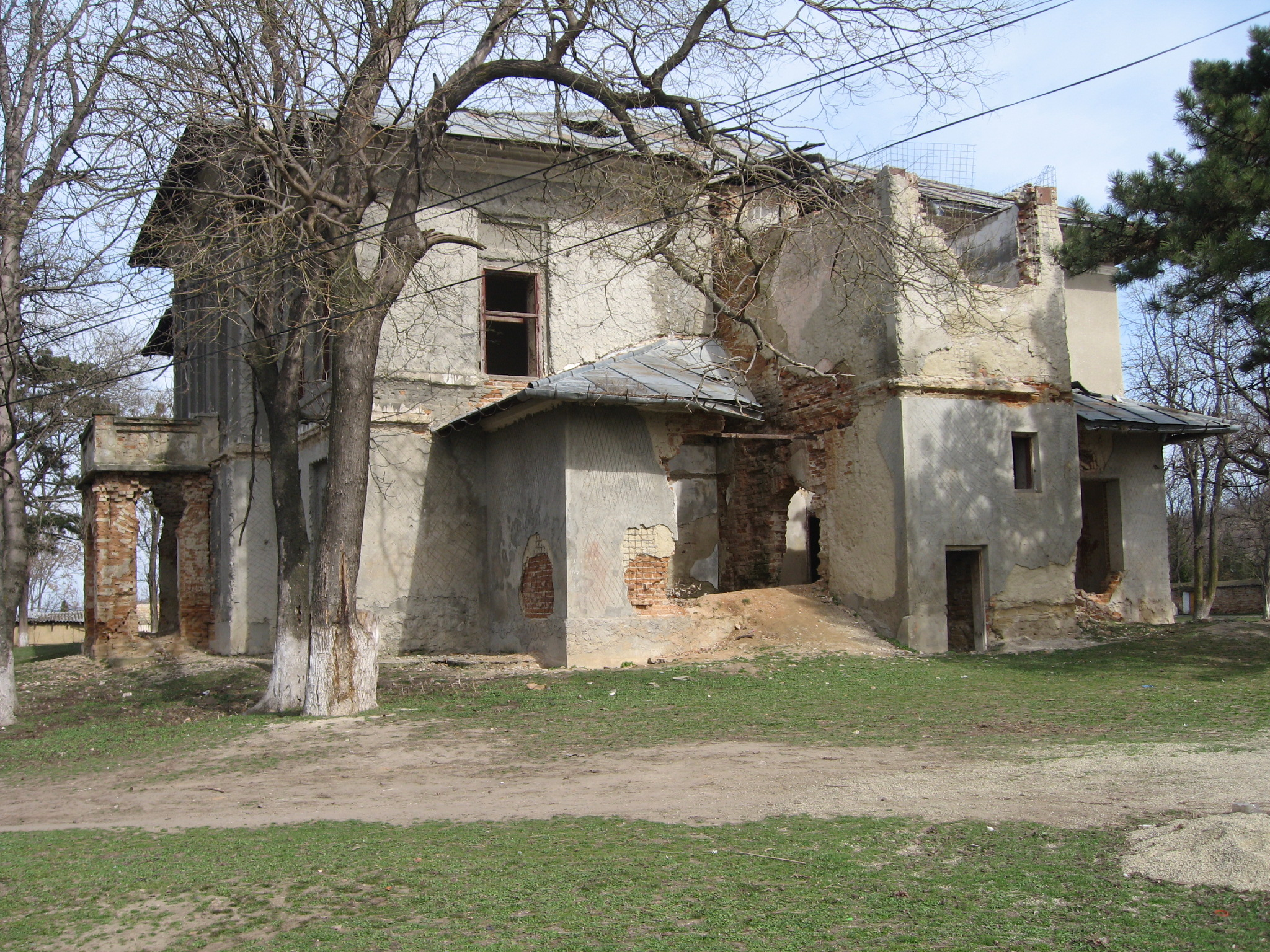
Latura sudică a conacului
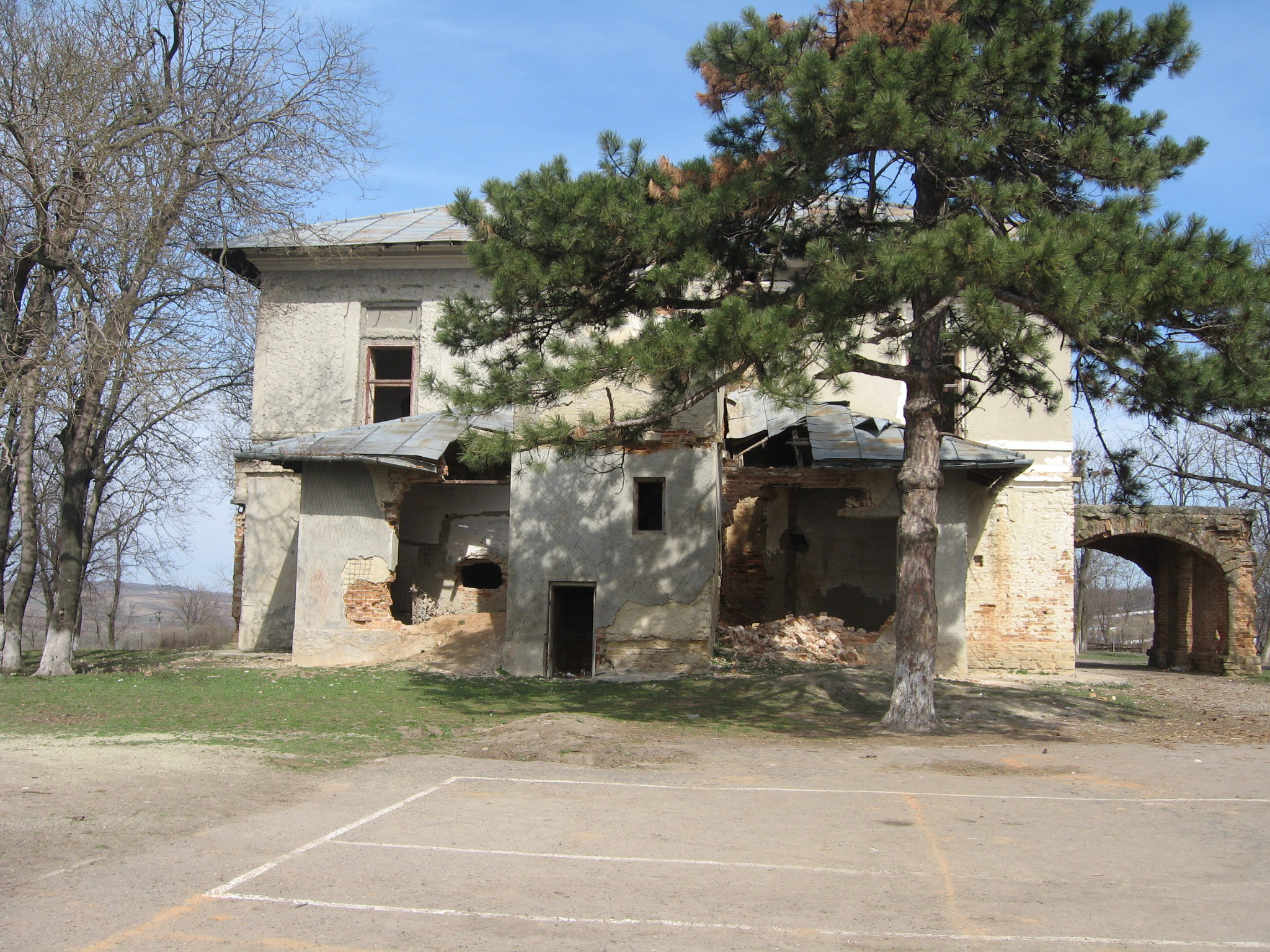
Latura sudică a conacului
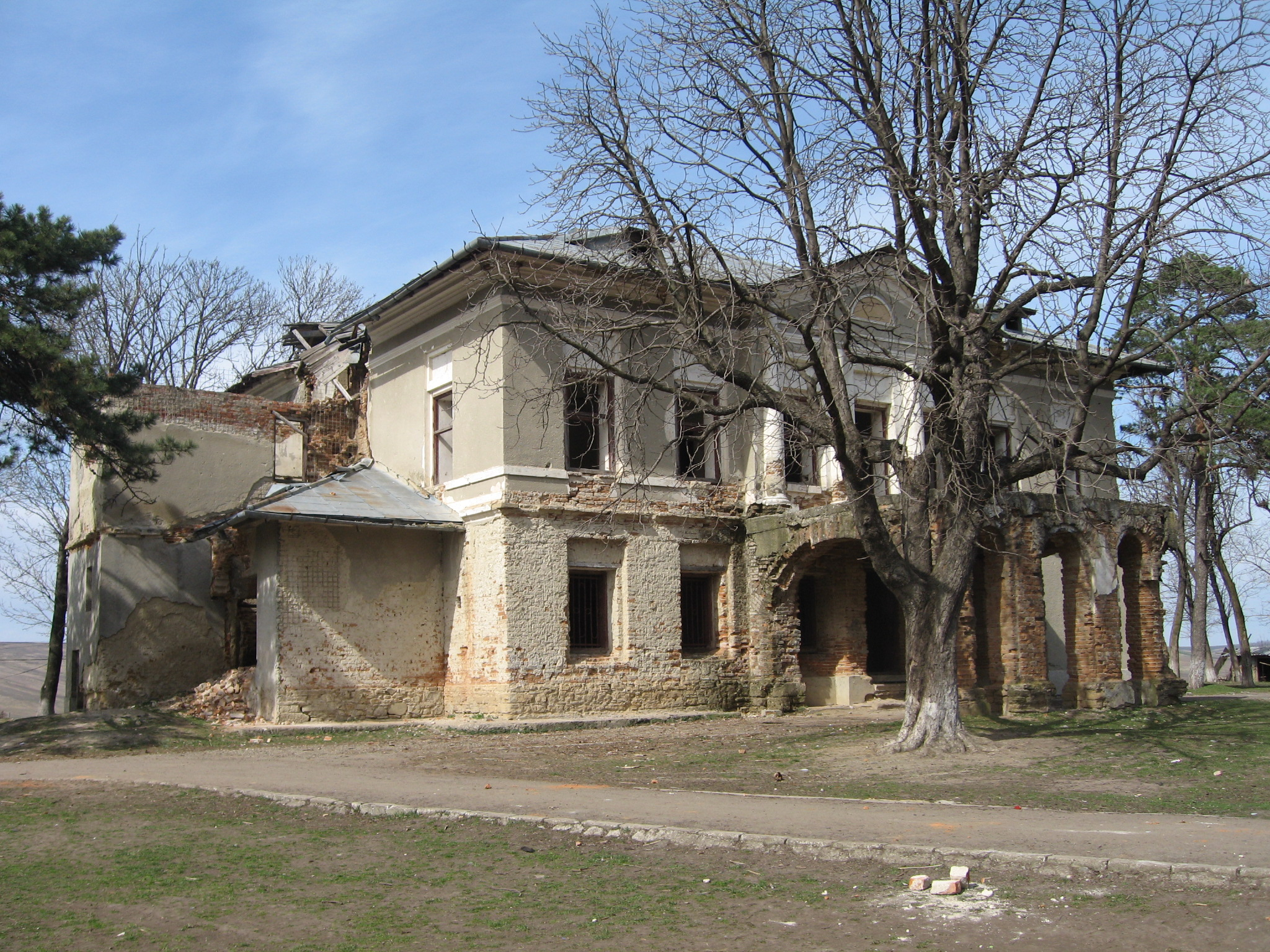
Latura sudică a conacului
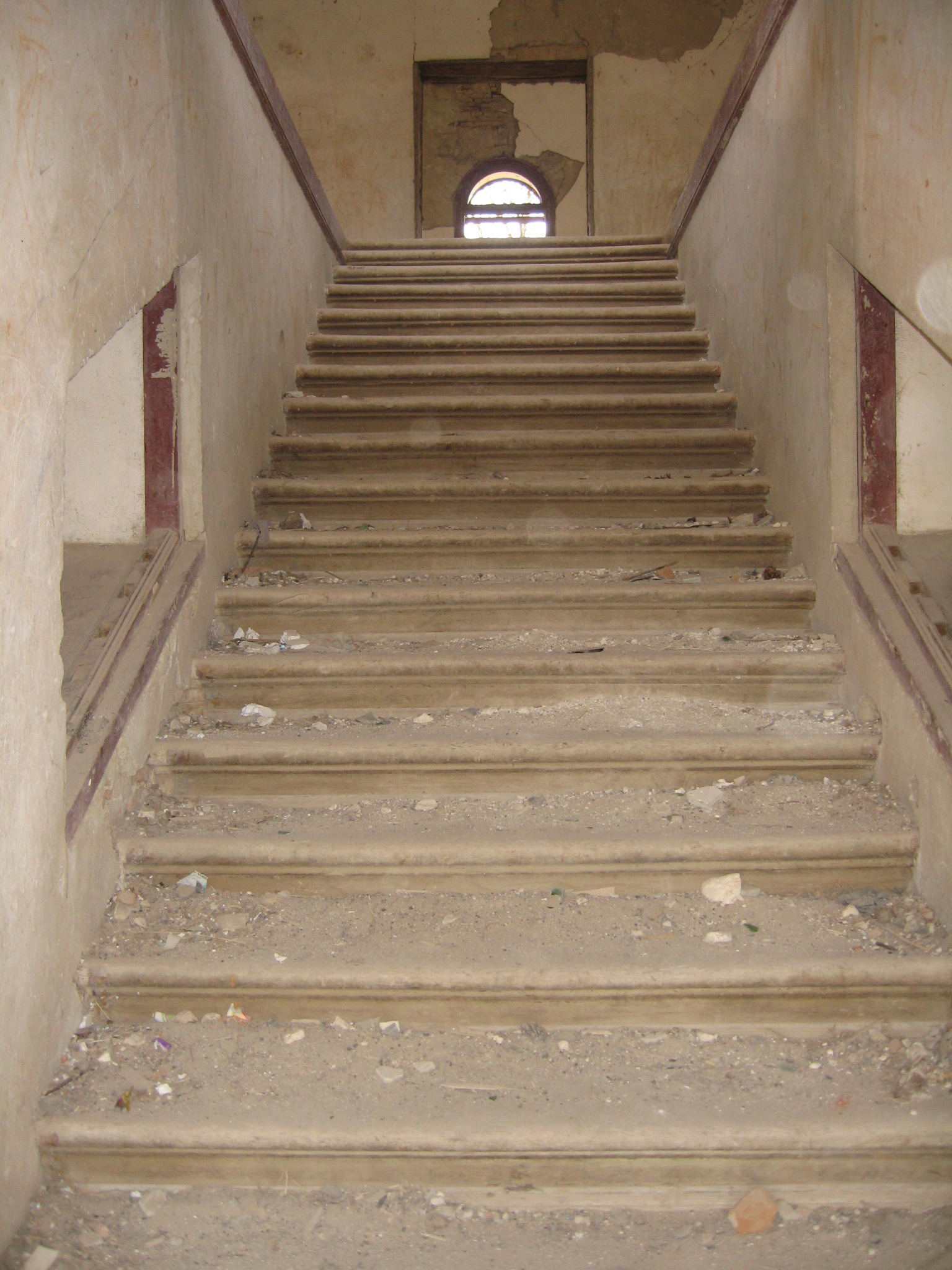
Scara centrală
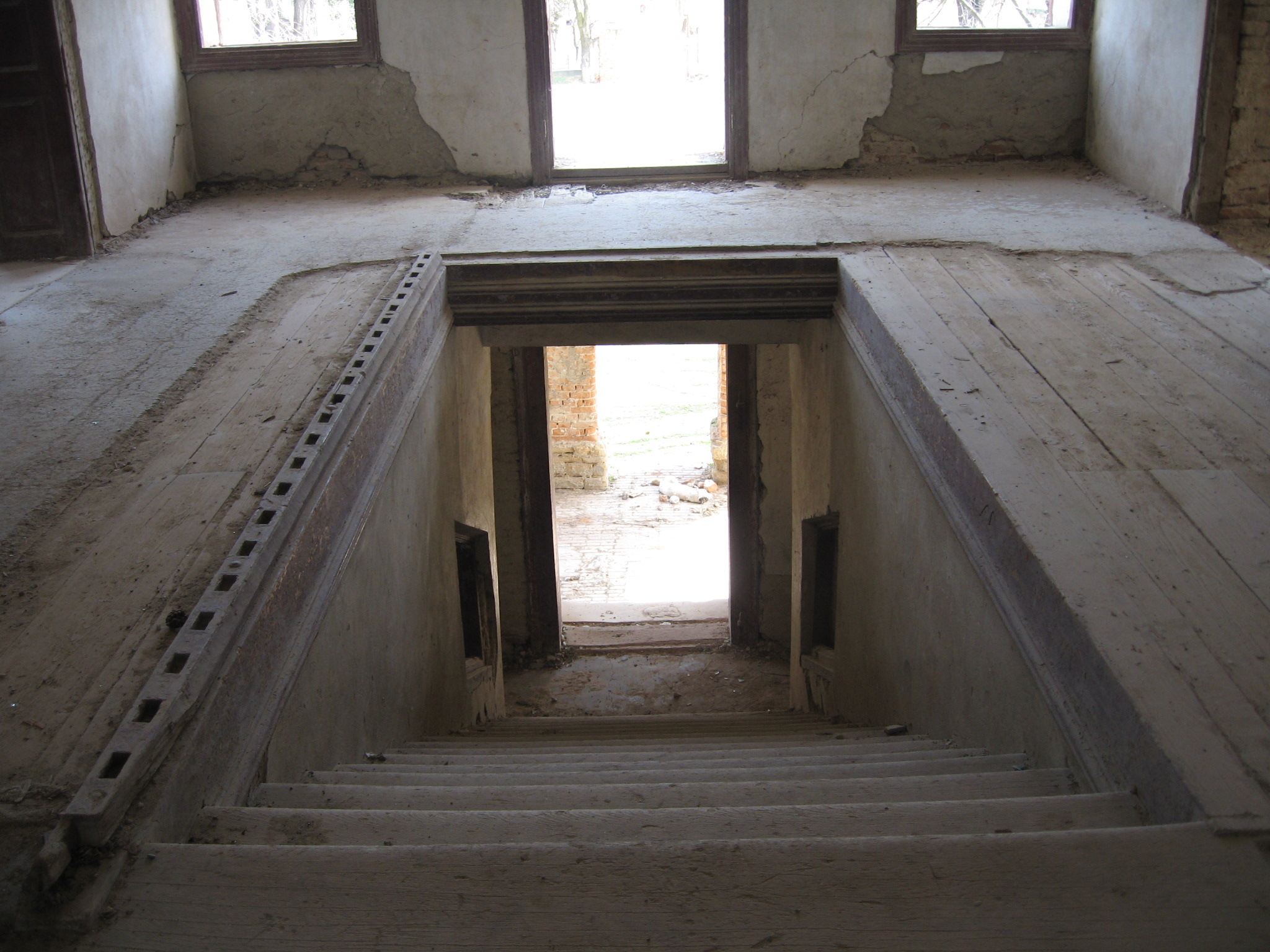
Scara centrală
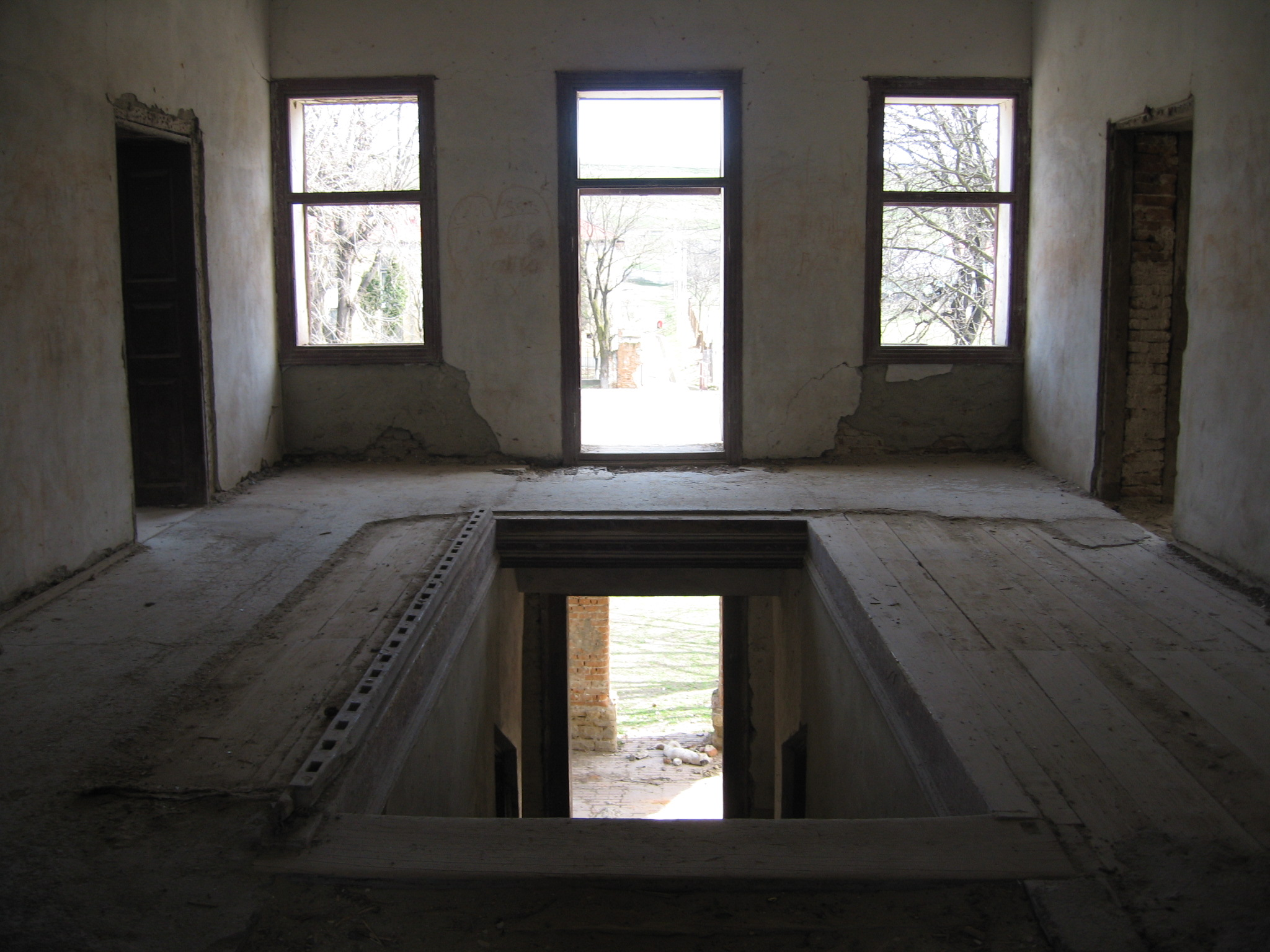
Holul central de la etaj
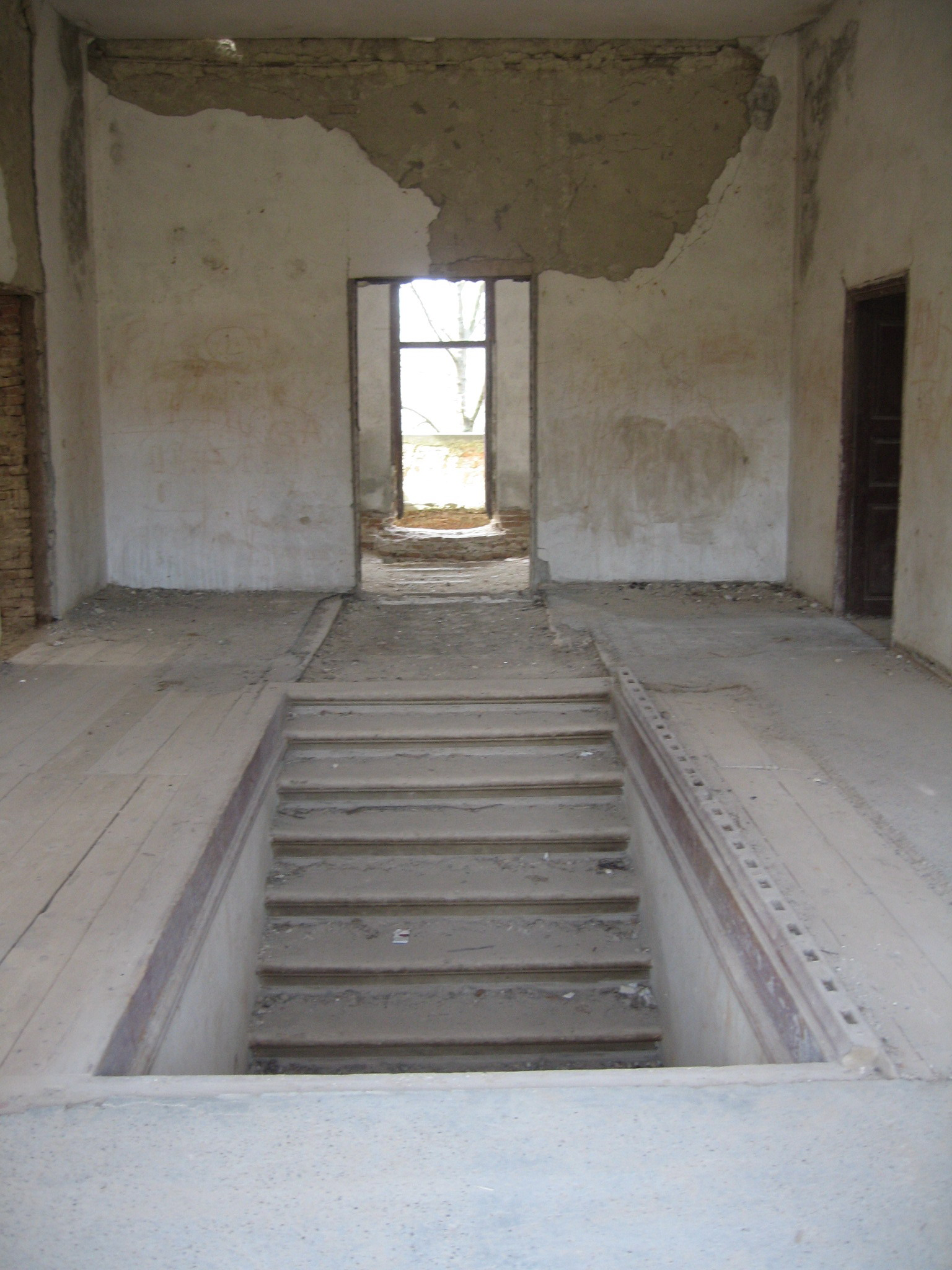
Holul central de la etaj
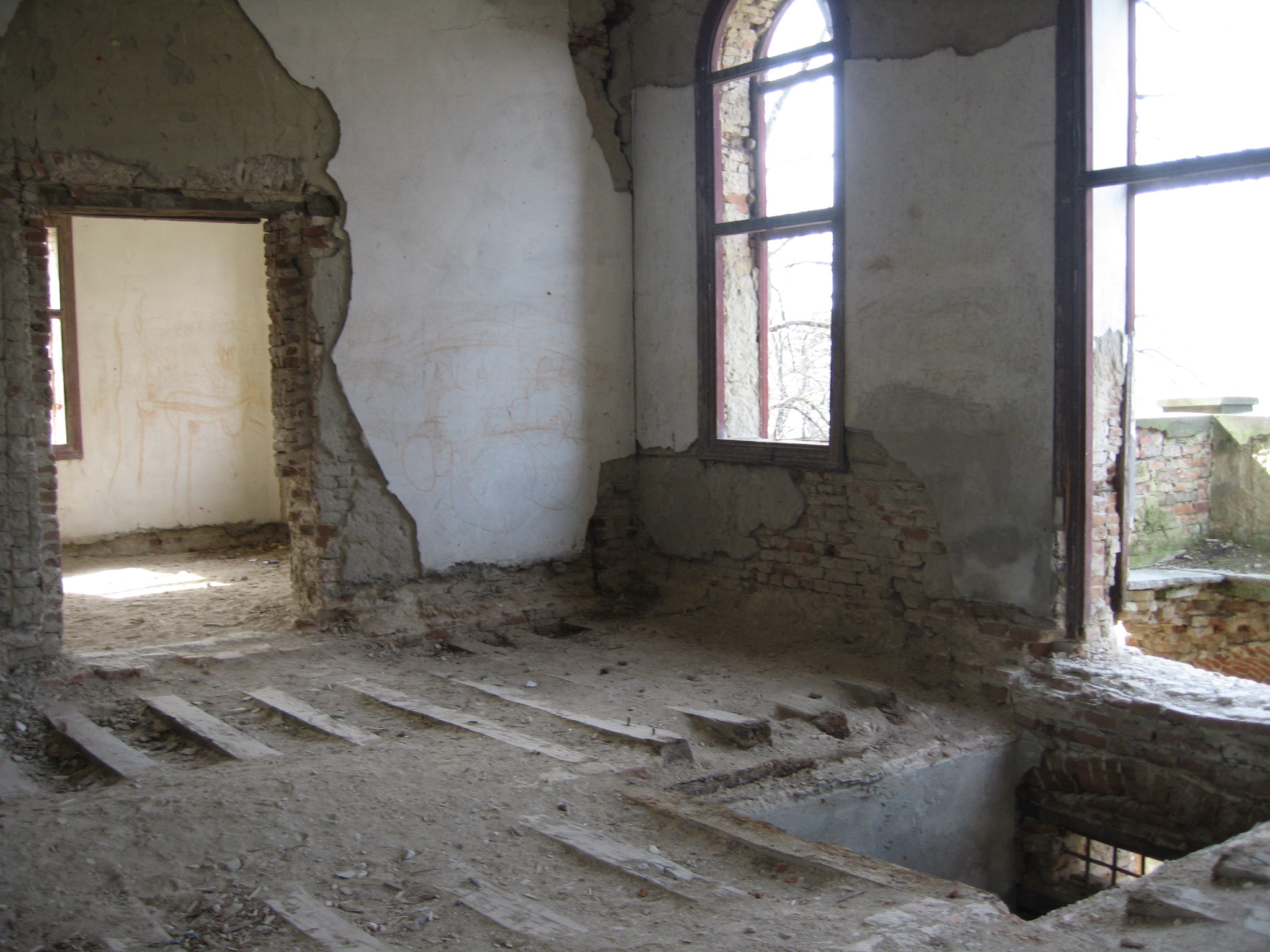
Aspect dintr-o cameră
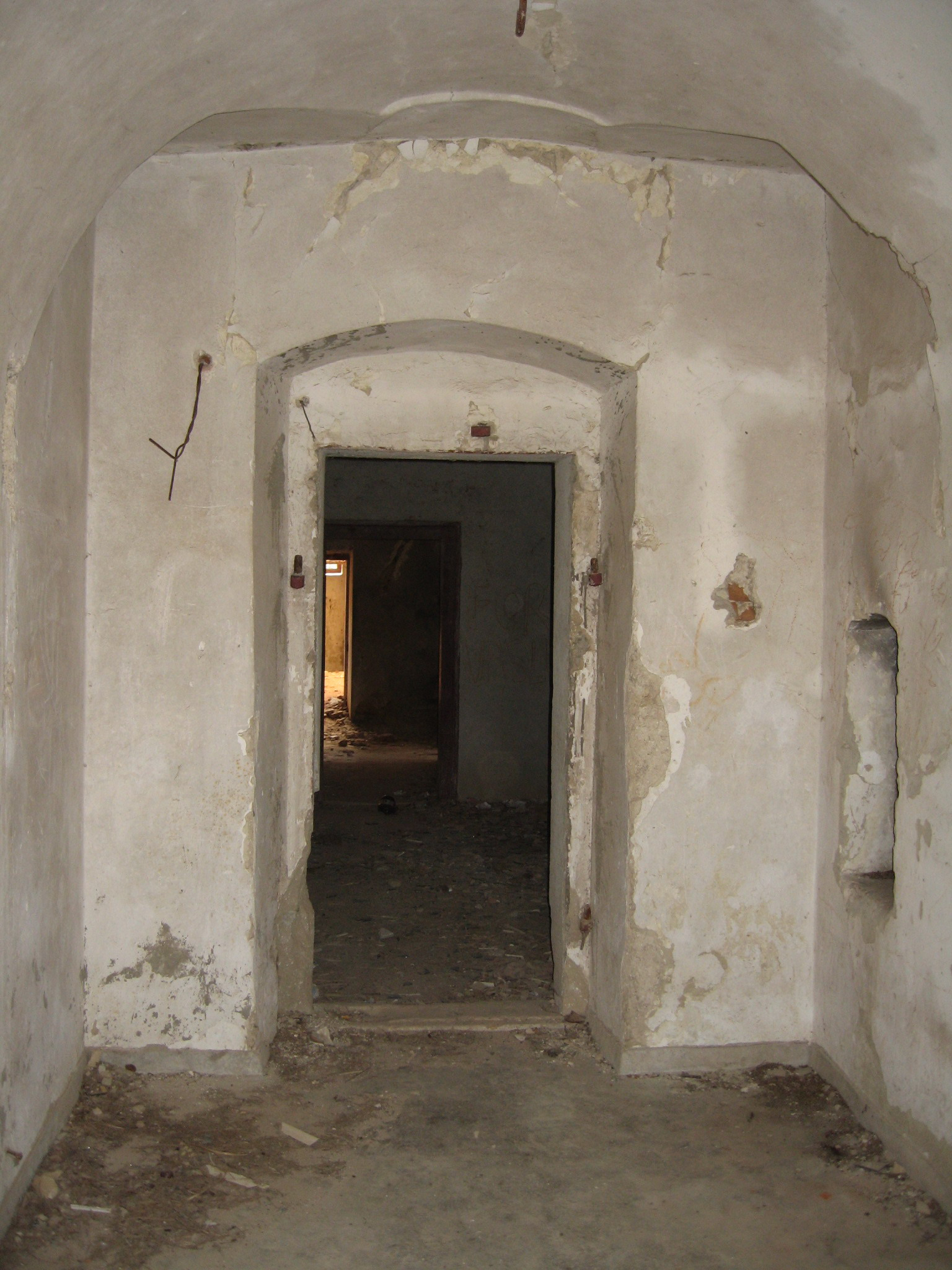
Aspect dintr-o cameră
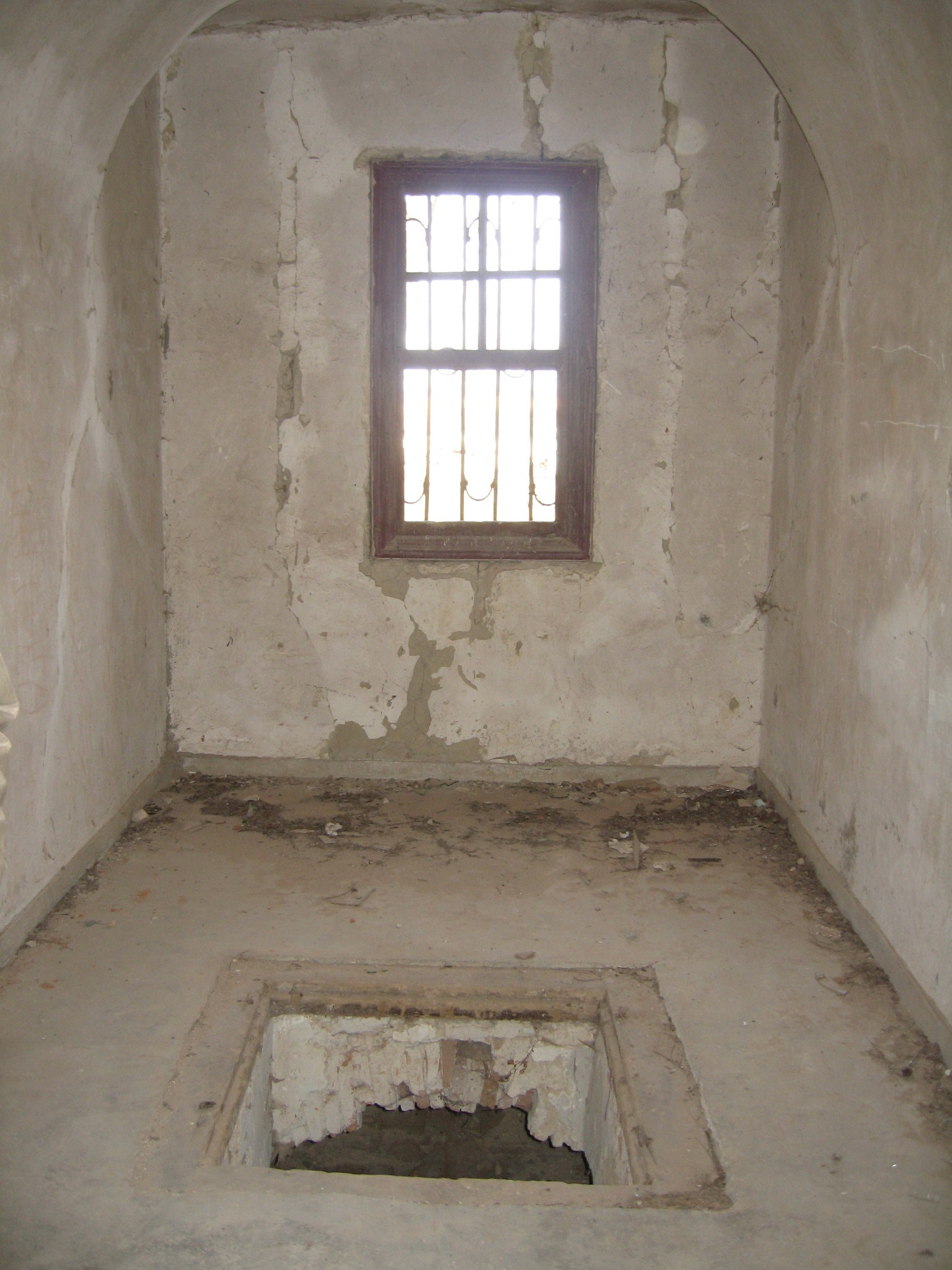
Aspect dintr-o cameră
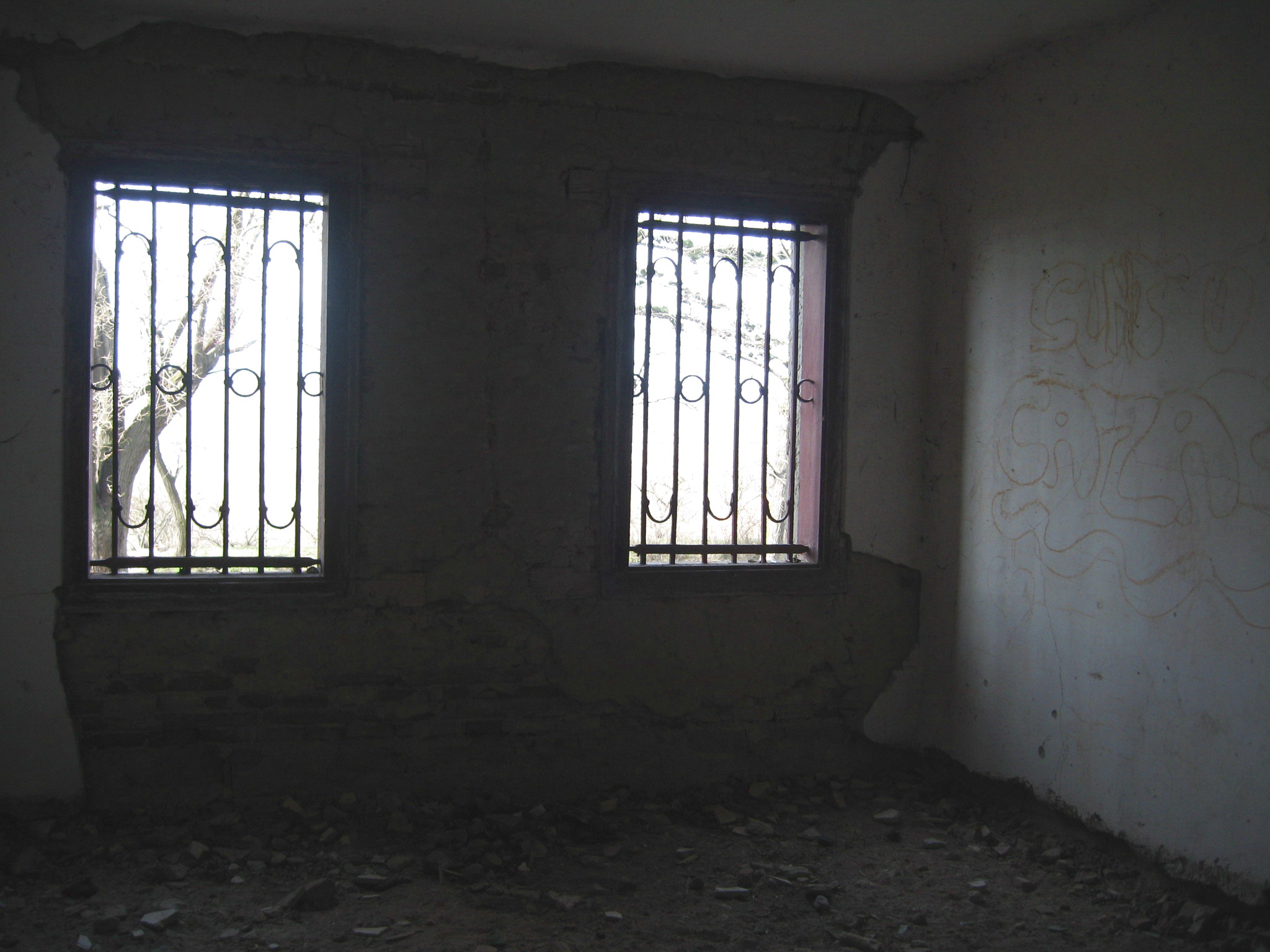
Cameră de la parter
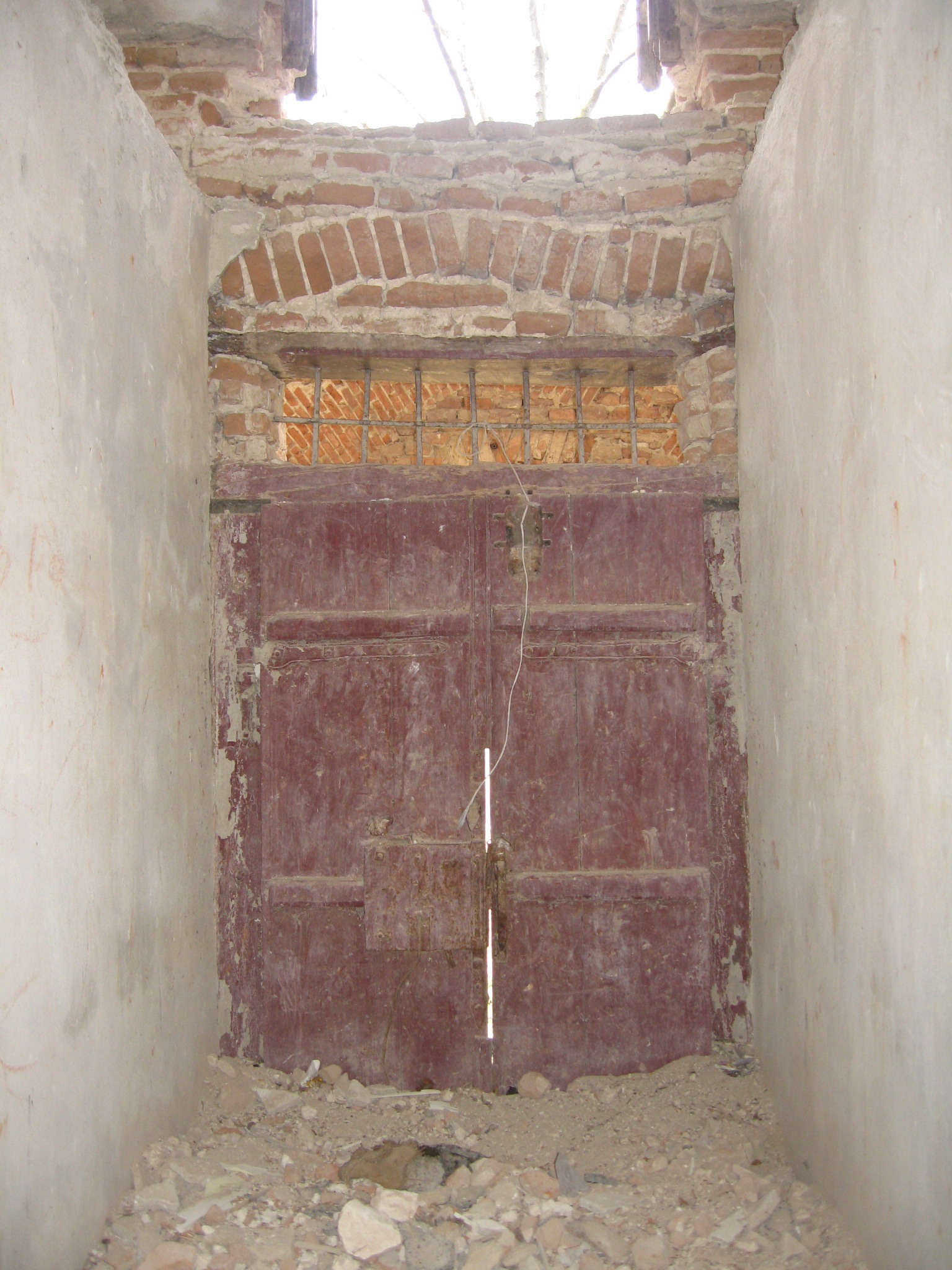
Uşă
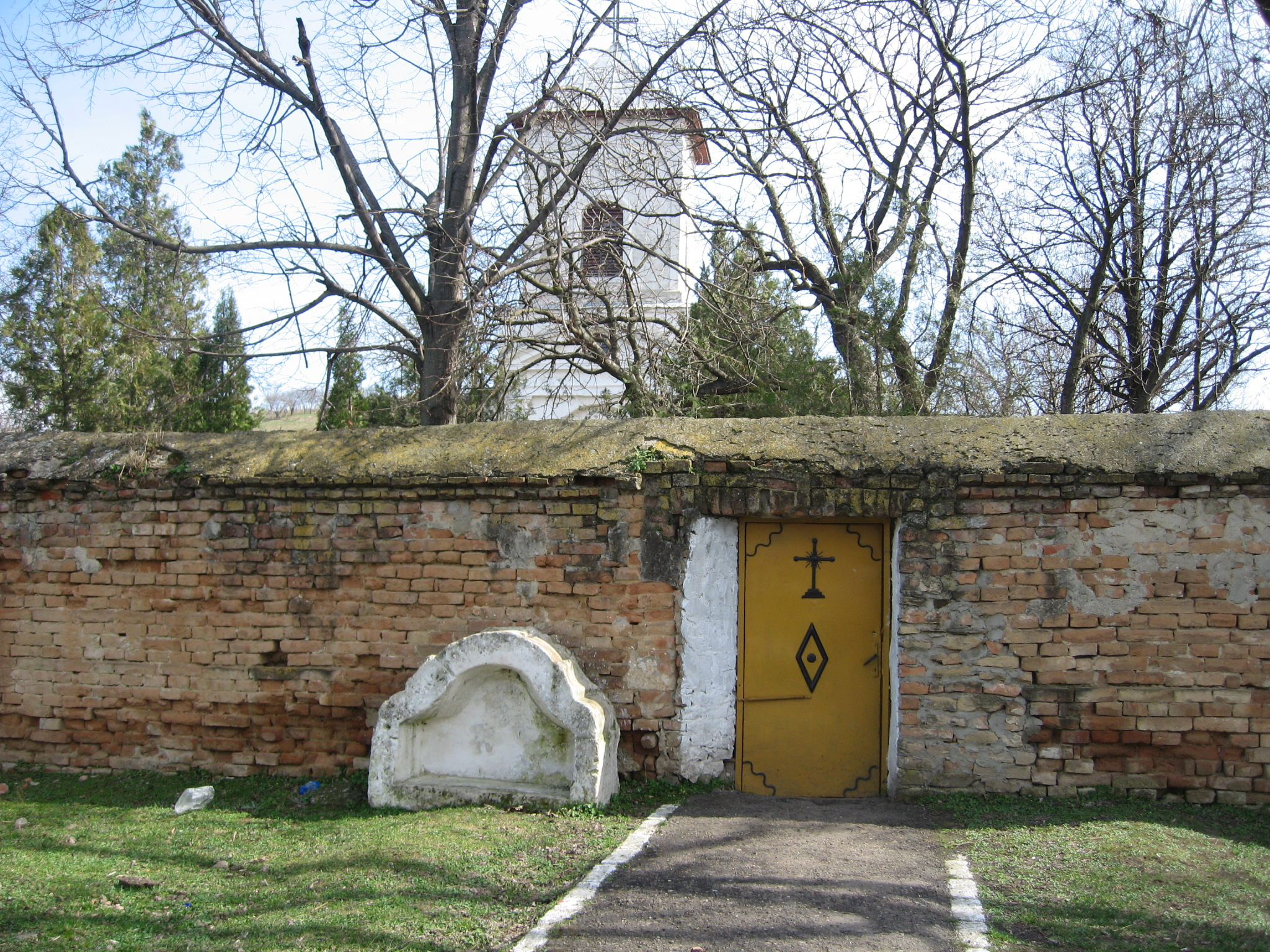
Intrarea din curtea conacului în curtea bisericii
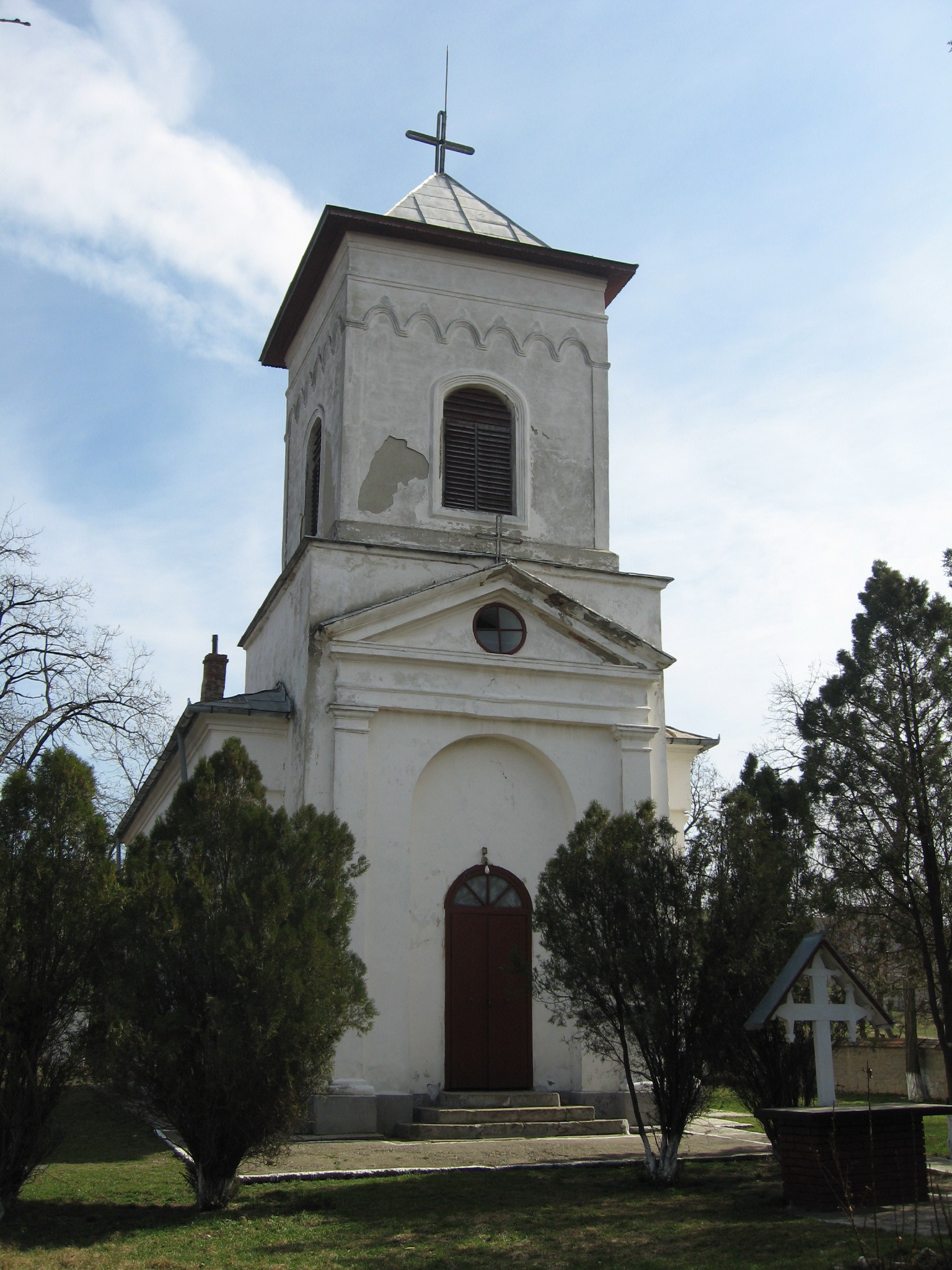
Biserica conacului din Soleşti
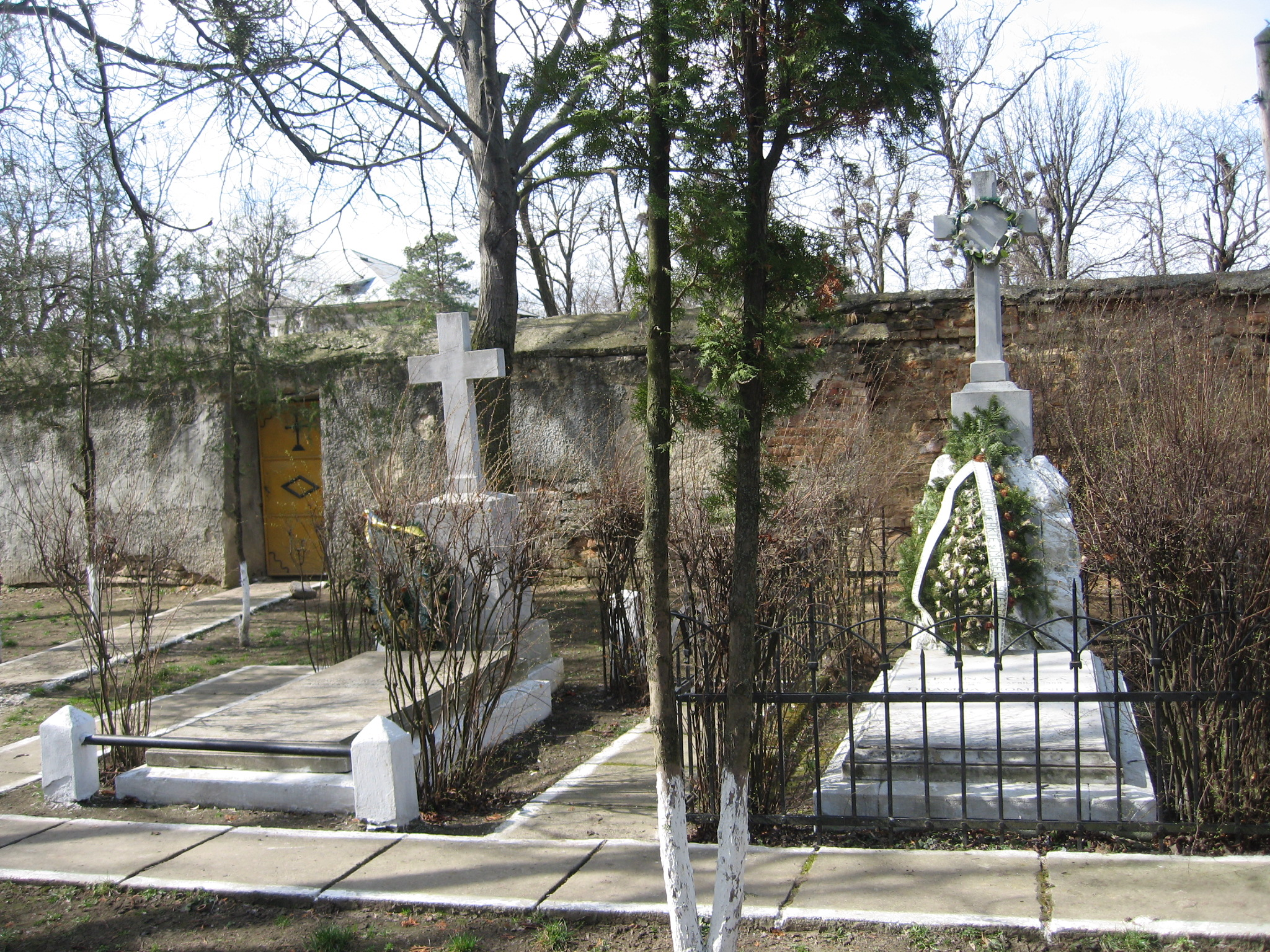
Morminte în curtea bisericii
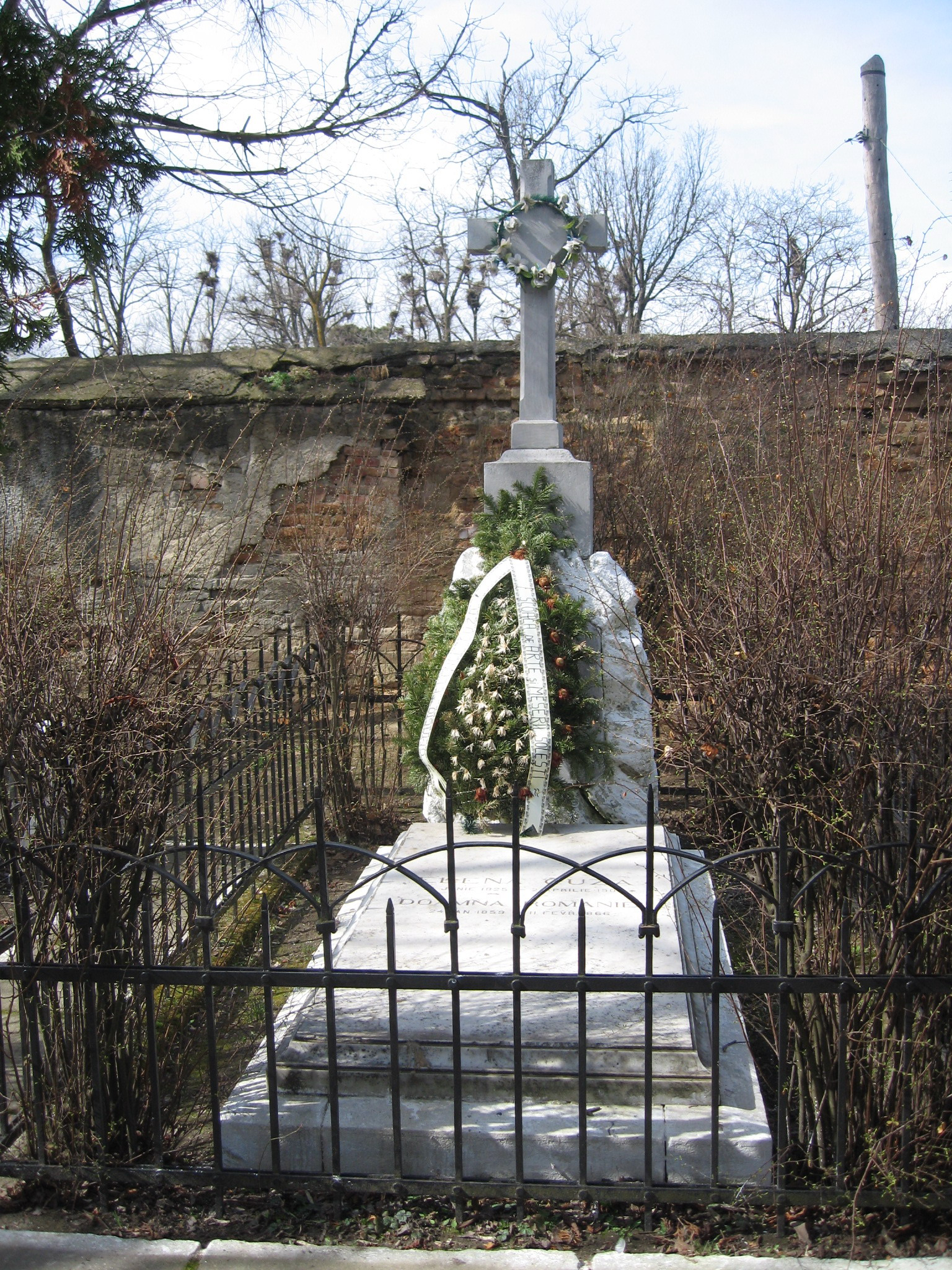
Mormântul doamnei Elena Cuza
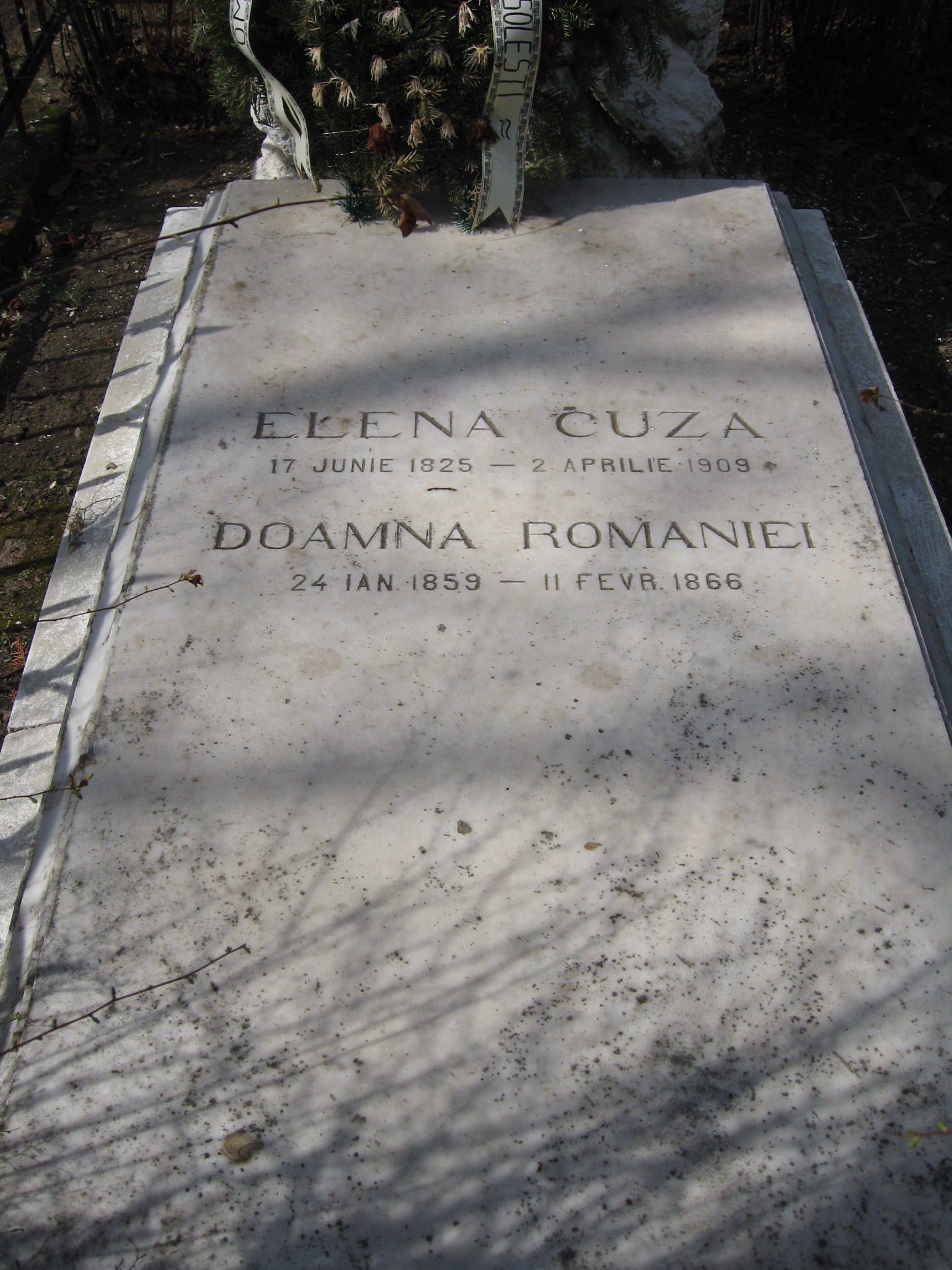
Lespedea funerară a doamnei Elena Cuza
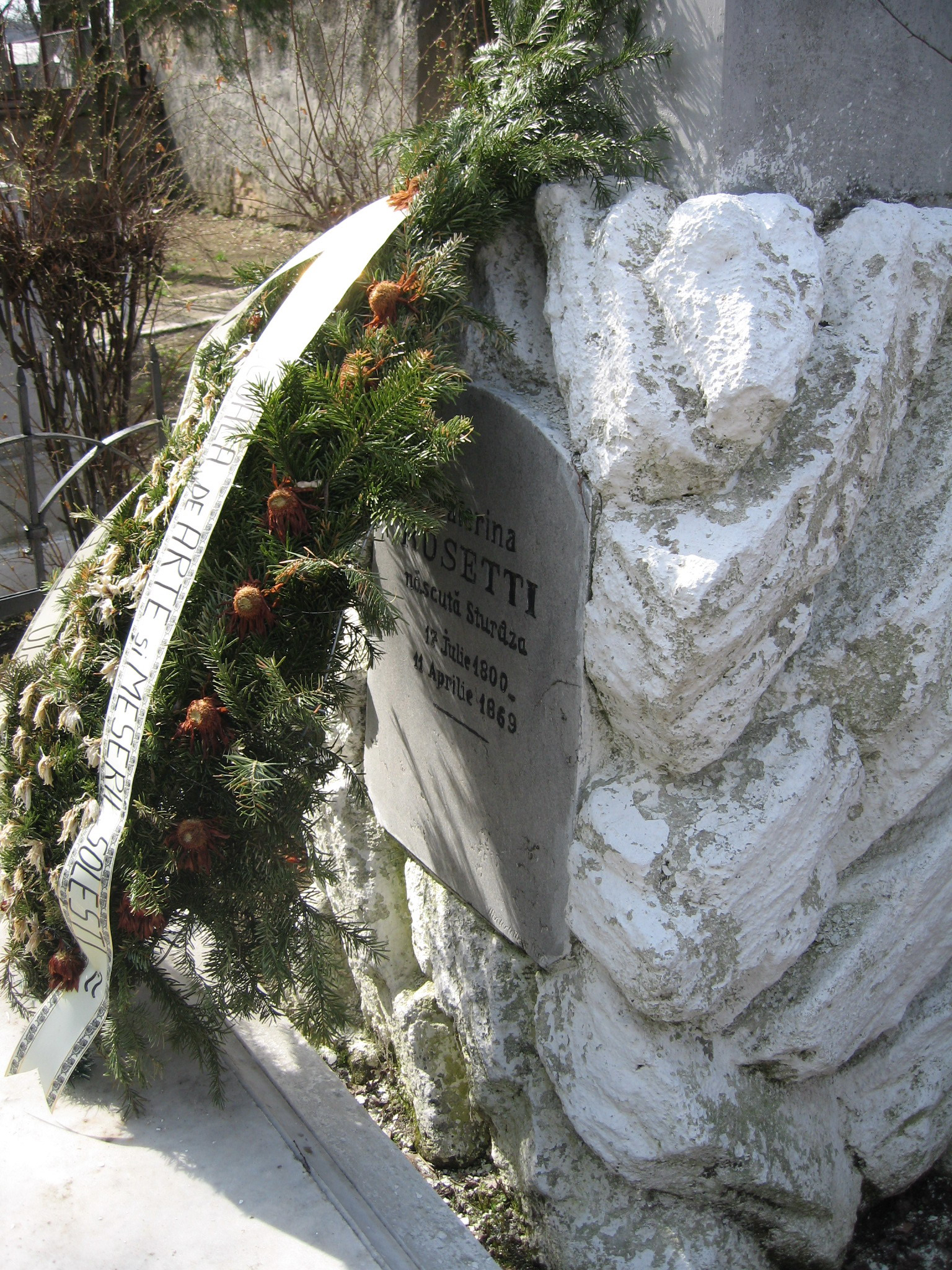
Mormântul Ecaterinei Rosetti
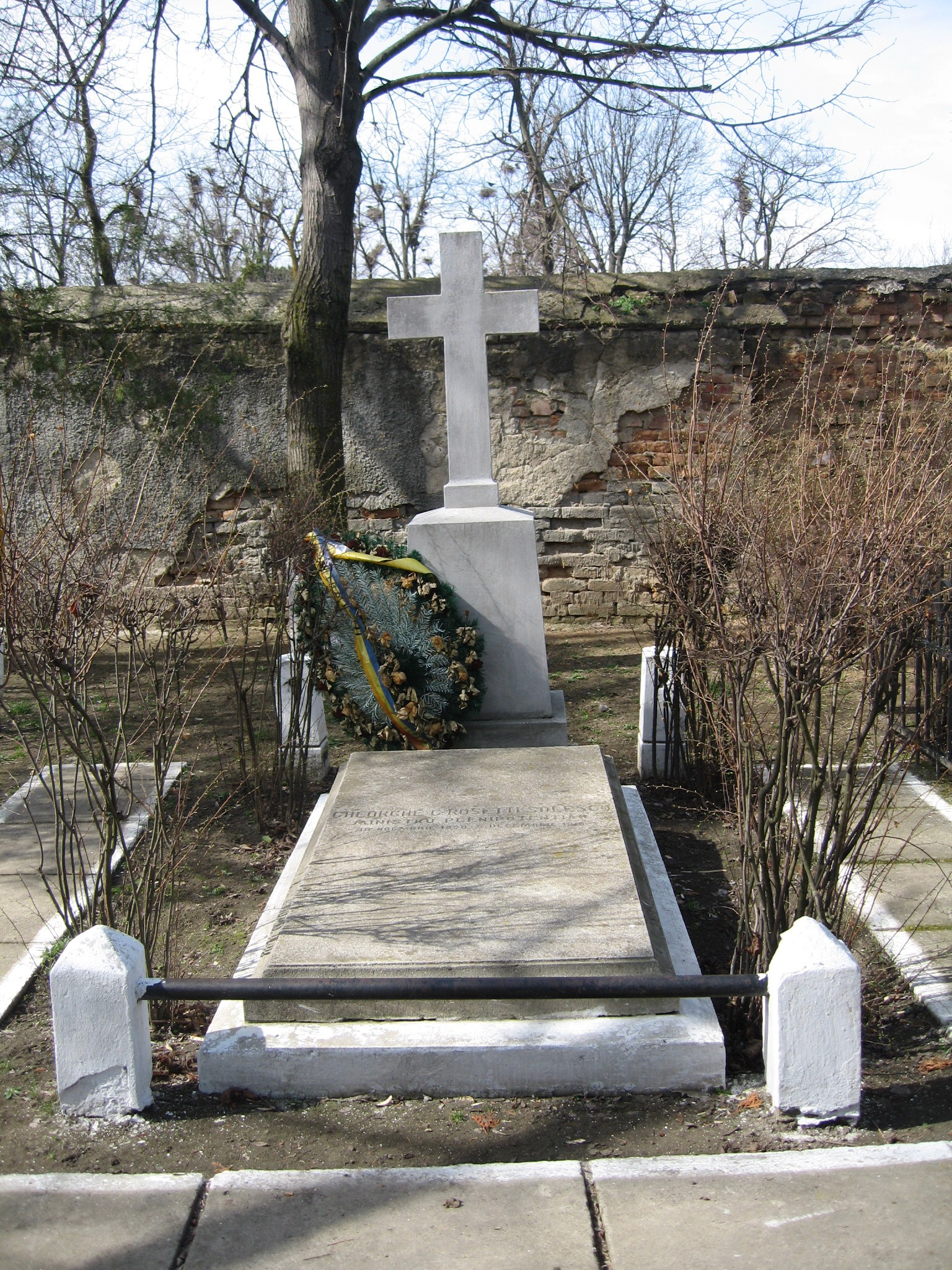
Mormântul lui Gheorghe Rosetti-Solescu